# Pittura paesaggistica

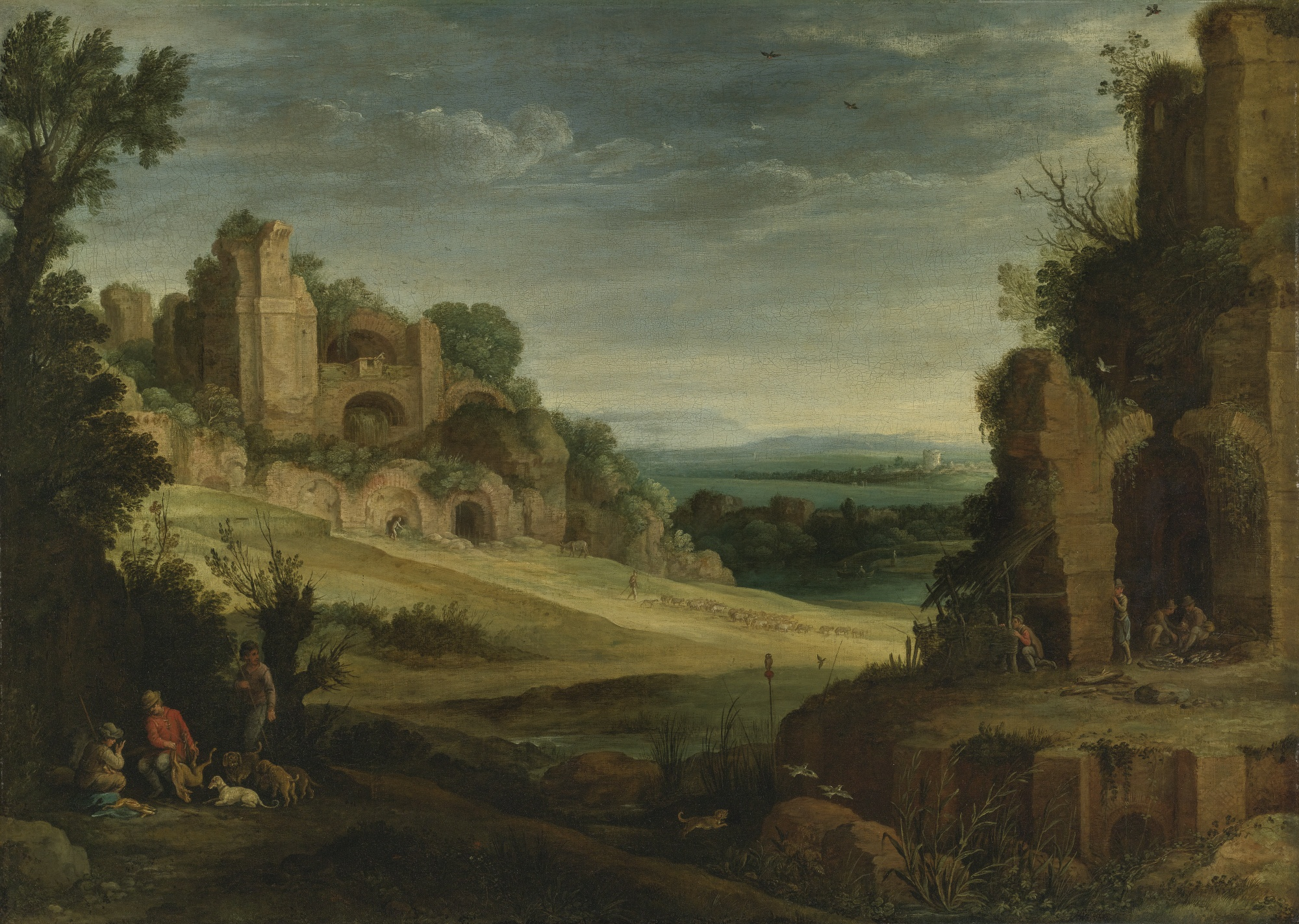
Paul Bril, Landscape with a hunting party and Roman ruins

La pittura paesaggistica, di paesaggio o paesaggismo, è un genere pittorico che ha come soggetto il paesaggio, perlopiù ambienti all'aperto, ritratti dal vero, o inventati, o idealmente ricostruiti.

## Storia
Le bibbie nel Medioevo erano decorate con miniature che rappresentavano anche luoghi e personaggi. Molti episodi raccontati erano rappresentati all'aperto, come Adamo e Eva nei giardini dell'Eden, l'arca di Noè, il passaggio del Mar Rosso e, nel Vangelo, la fuga in Egitto, il discorso della montagna, il battesimo di Cristo, la sua crocifissione. Il paesaggio era quindi accennato in queste icone, ma con posizione ancillare, rispetto ai personaggi. Immagini sacre erano anche nelle basiliche delle città imperiali Costantinopoli e Ravenna, che erano decorate di mosaici composti con tessere di vetro colorato o dorato. Nel catino della basilica di Sant'Apollinare in Classe il santo accoglie i dodici apostoli, visti come agnelli migranti verso la Croce centrale, sopra un tappeto di fiori e di cespugli che simboleggiano il Creato.
Gli scismi che allontanarono la Chiesa occidentale da quella ortodossa ebbero come effetto anche di cristallizzare in Oriente la rappresentazione iconica, che rimase fedele alle forme ieratiche e ferme bizantine; mentre in Occidente l'arte seguiva l'evolversi della storia e la sensibilità degli artisti.
Un nuovo modo di intendere il paesaggio si presentò a Giotto, impegnato nel racconto delle Storie di San Francesco, nella basilica superiore di Assisi. Nella Predica agli uccelli, in particolare, Giotto dipinse san Francesco immerso nel verde della natura, come parte integrante di essa: il paesaggio accoglieva nel suo seno il santo.

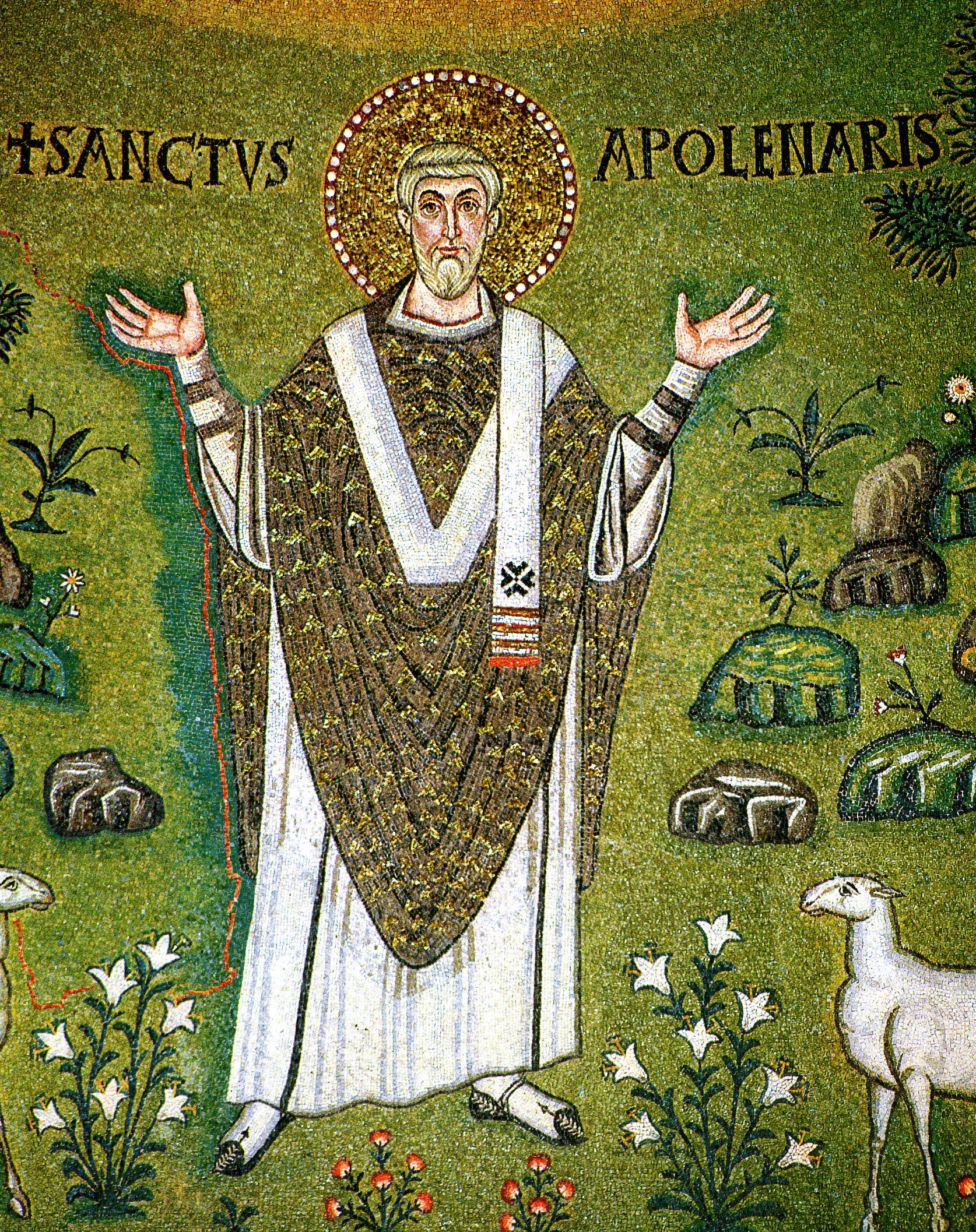
Sant'Apollinare in Classe
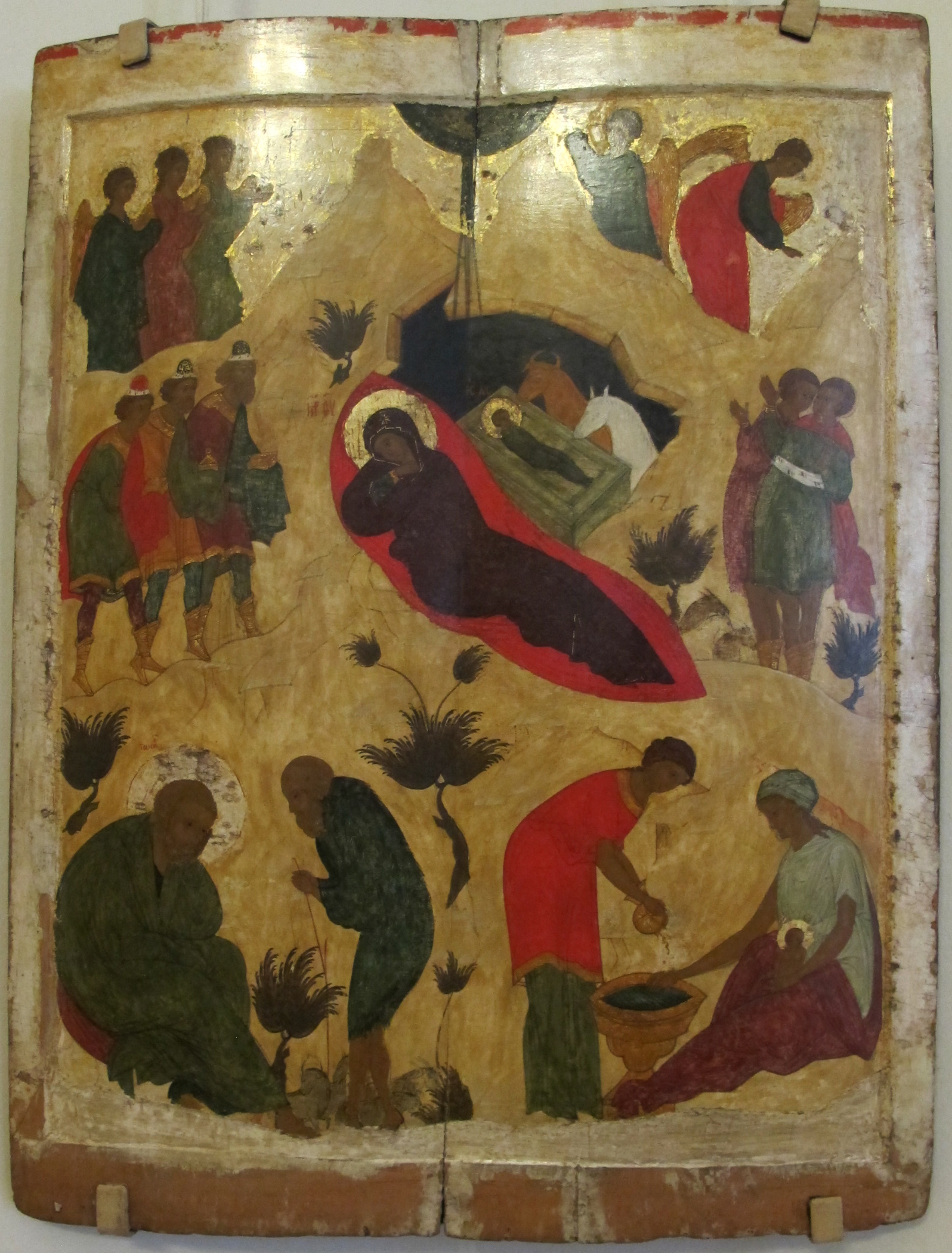
Icone russa della natività, inizio del XVI sec, Mosca
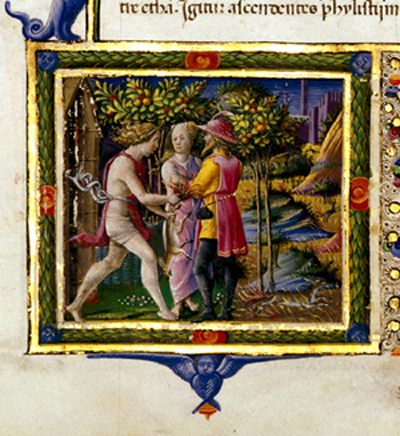
Taddeo Crivelli, Bibbia di Borso d'Este
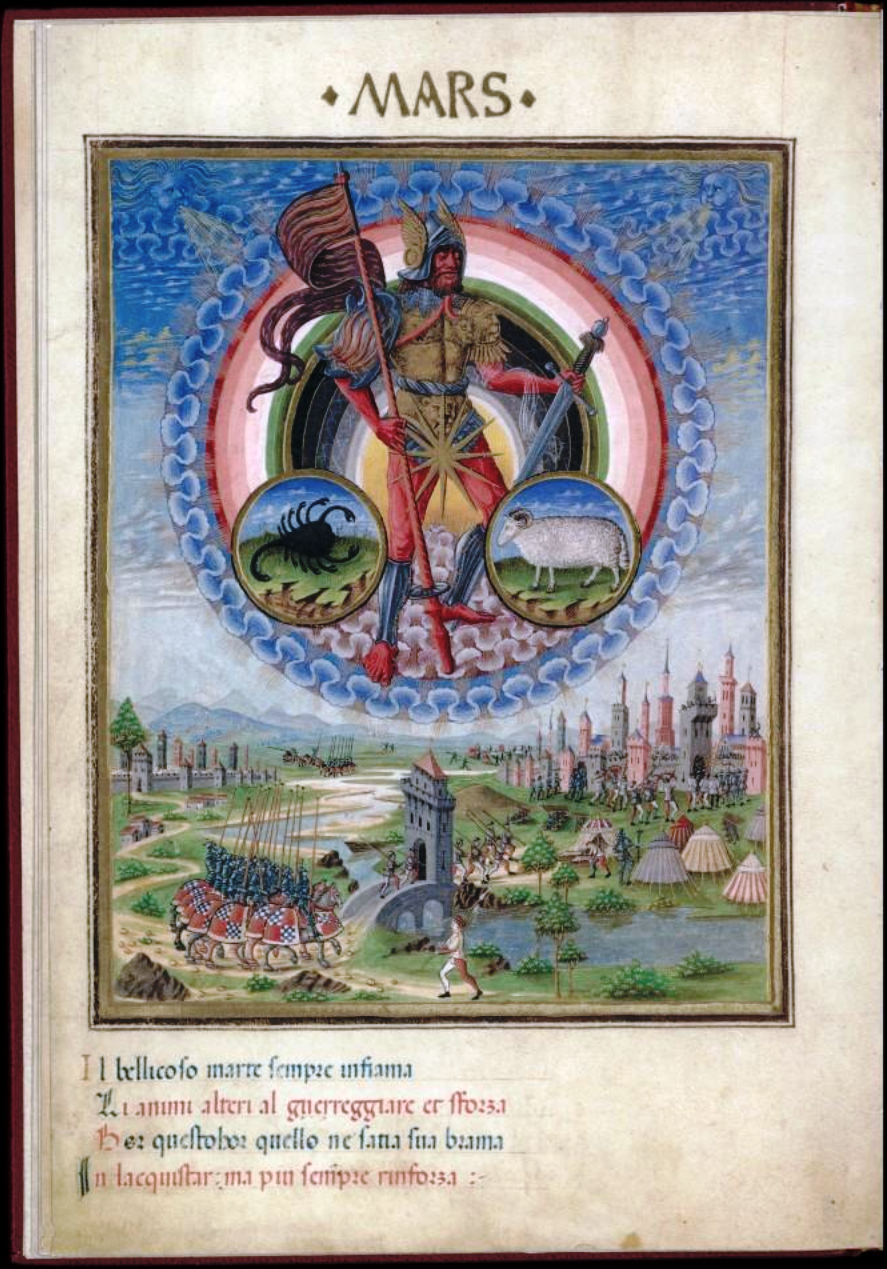
Mars,  De Sphaera. Biblioteca Estense, ms lat 209
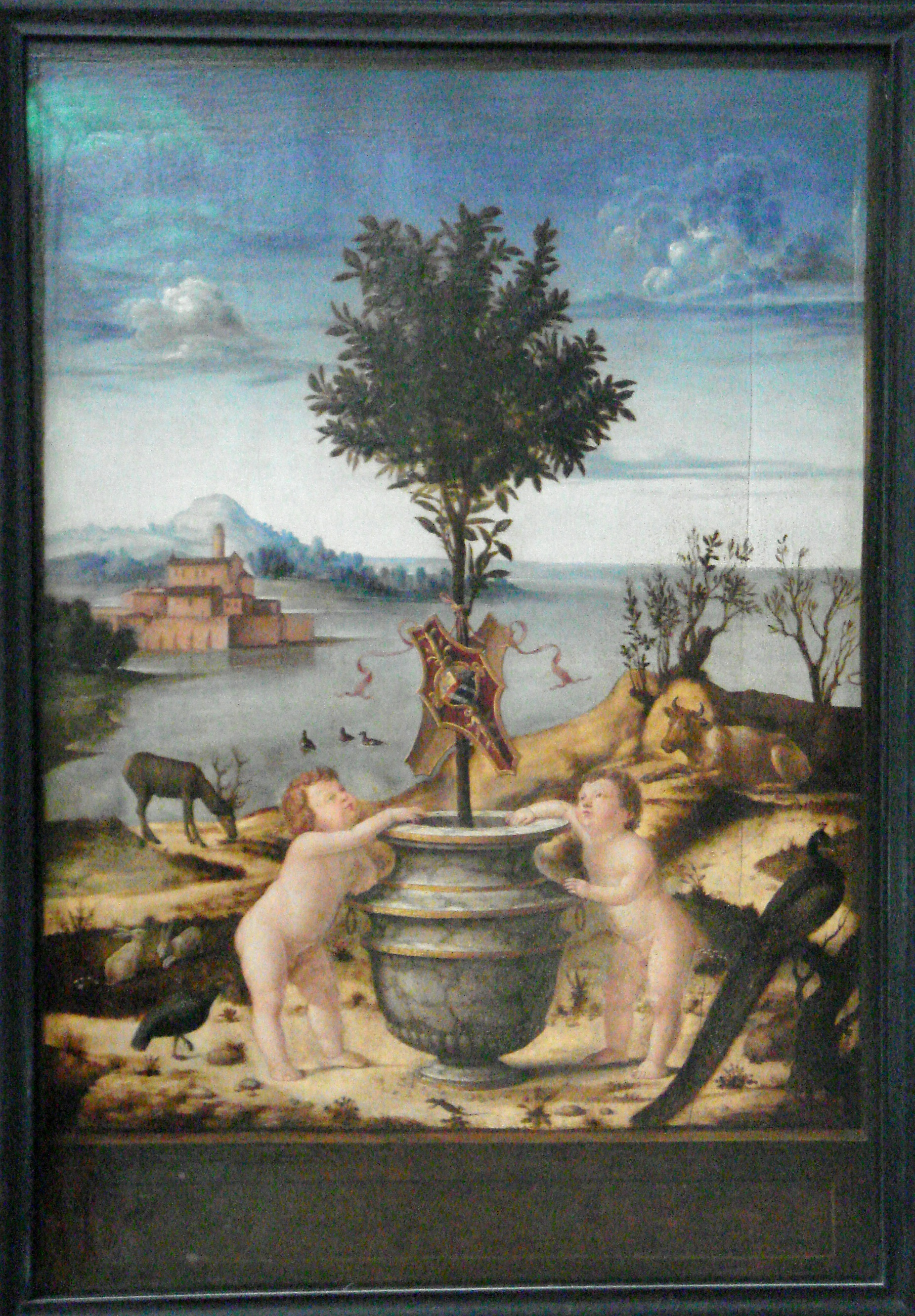
Marco Marziale, Portrait of a man, reverse
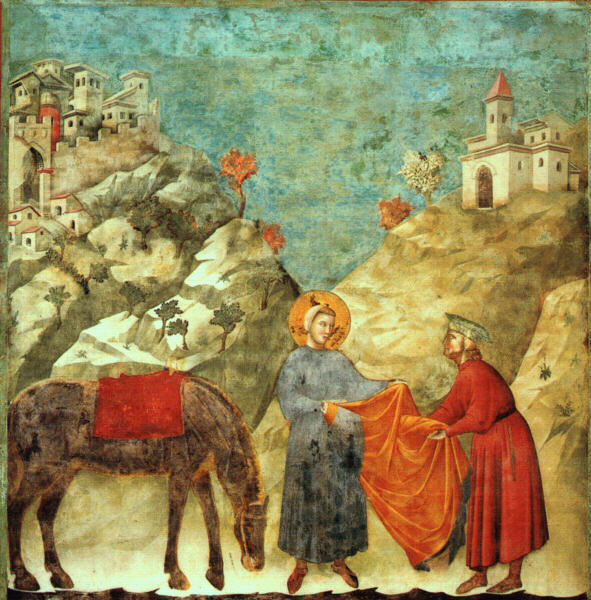
Giotto, Leggenda di San Francesco, San Francesco dona il mantello a un povero
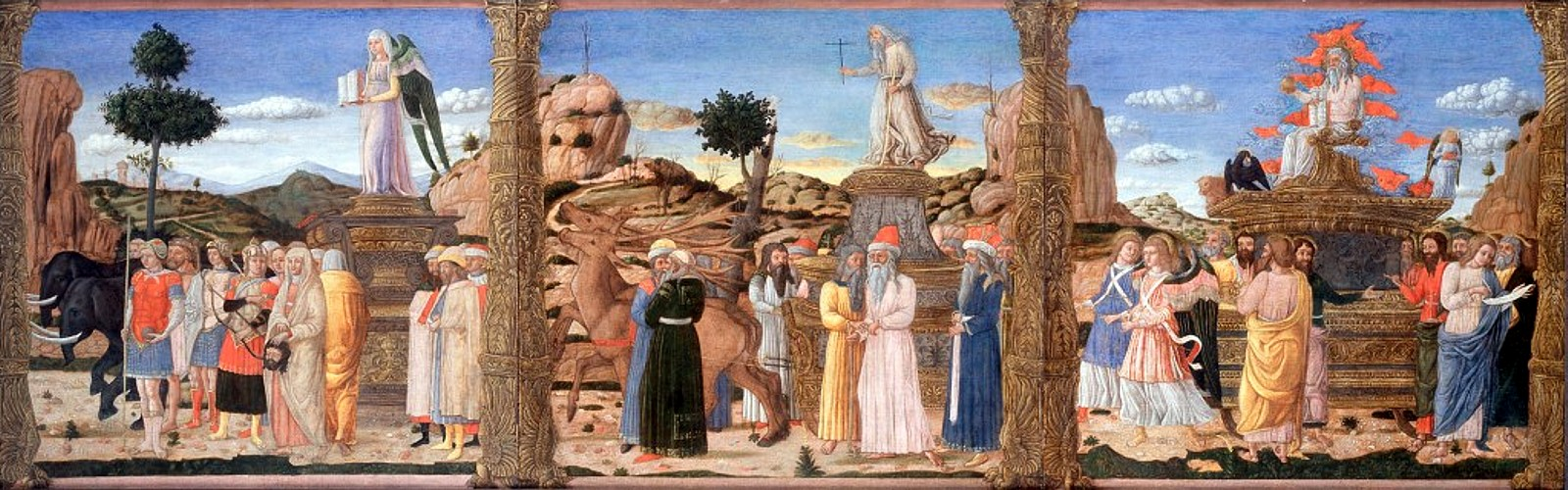
Mantegna, Trionfi di Petrarca,1460

Tra i primi esempi di paesaggio, come soggetto indipendente, sono il Paesaggio con fiume di Leonardo da Vinci (1473) e alcuni acquerelli di Albrecht Dürer – per le opere grafiche – e il Paesaggio con un ponte di Albrecht Altdorfer (1518 circa) in pittura, se si eccettua una discussa tavoletta alla Pinacoteca nazionale di Siena, (riferita ora ai fratelli Lorenzetti, ora a un maestro del primo Quattrocento come Giovanni di Paolo) quasi certamente un frammento di una composizione più ampia. Questi primi esempi fanno pensare ancora a uno studio o a una timida prova per qualcos'altro, sebbene sia innegabile che anche nei soggetti tradizionali il paesaggio iniziasse a ricevere, a partire dal XV secolo, un'attenzione nuova. Sia nelle vedute cittadine di sfondo alle Madonne fiamminghe, sia nelle dolci aperture collinari delle tavole italiane, si cerca ormai di dare una sensazione dello spazio aperto e dell'atmosfera, che culminerà con l'applicazione della prospettiva aerea di Leonardo da Vinci, che tanto seguito ebbe soprattutto a Venezia.
La scuola danubiana, in Germania, fece da apripista per rappresentazioni dei temi religiosi o storici, dove il fulcro della scena veniva via via relegato in spazi sempre più marginali, trasformando lo sfondo nel protagonista, come fece magnificamente Bruegel il Vecchio.

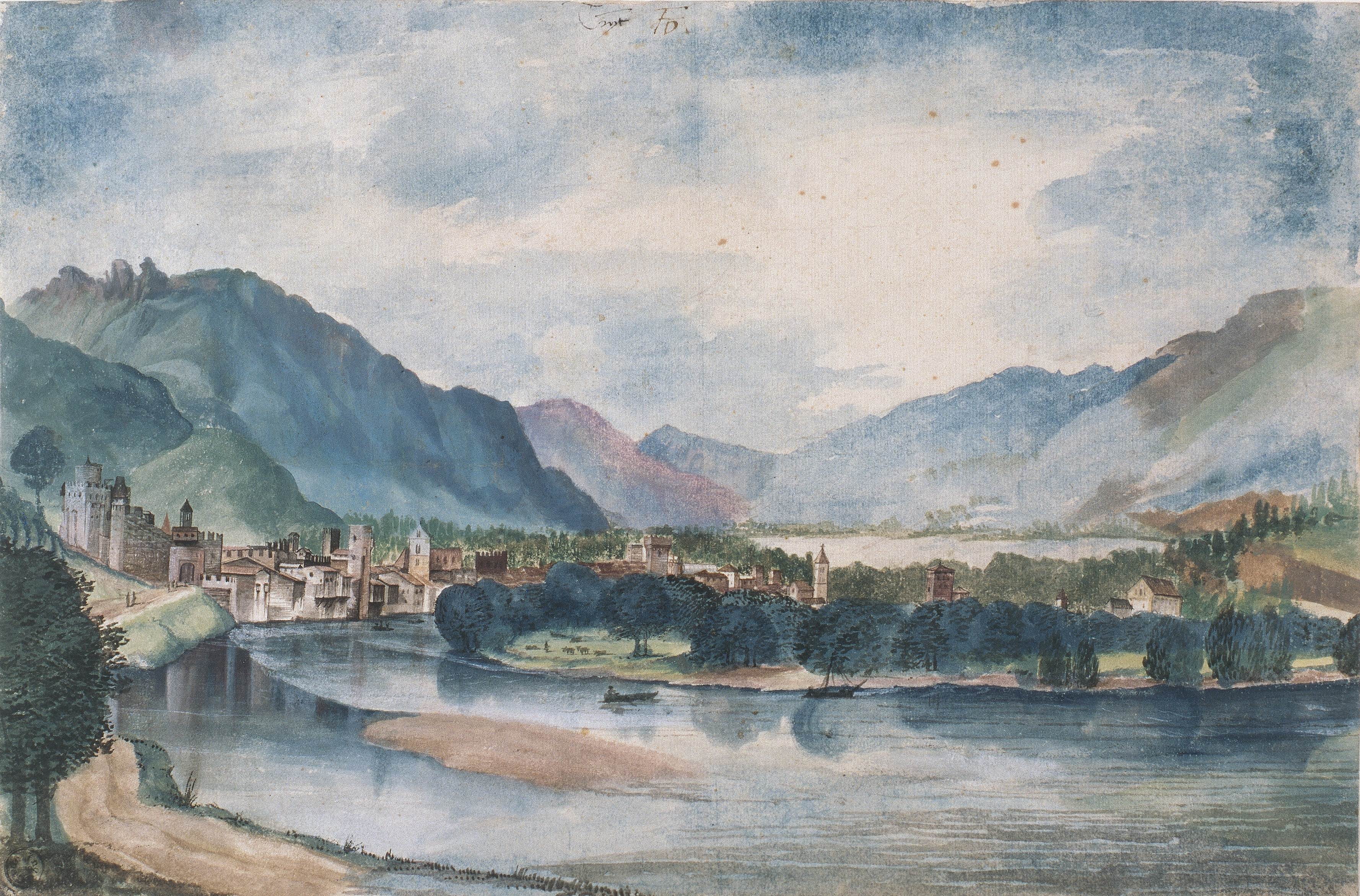
Albrecht Dürer, Veduta di Trento
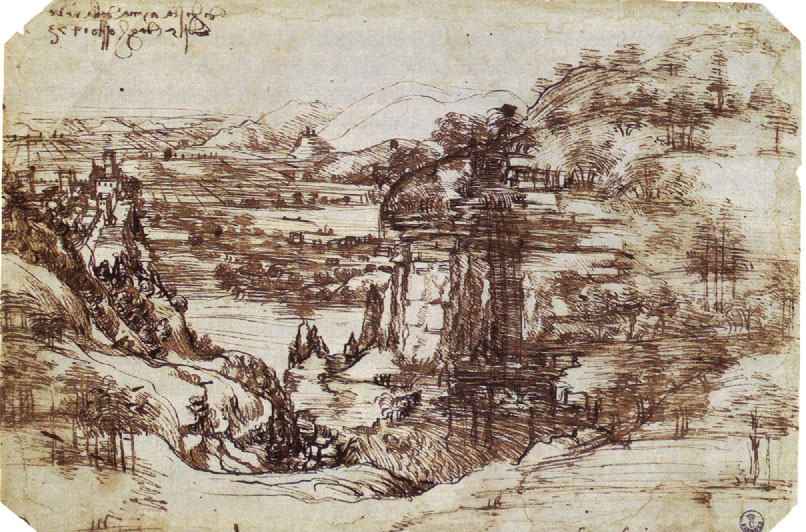
Leonardo da Vinci, Paesaggio con fiume
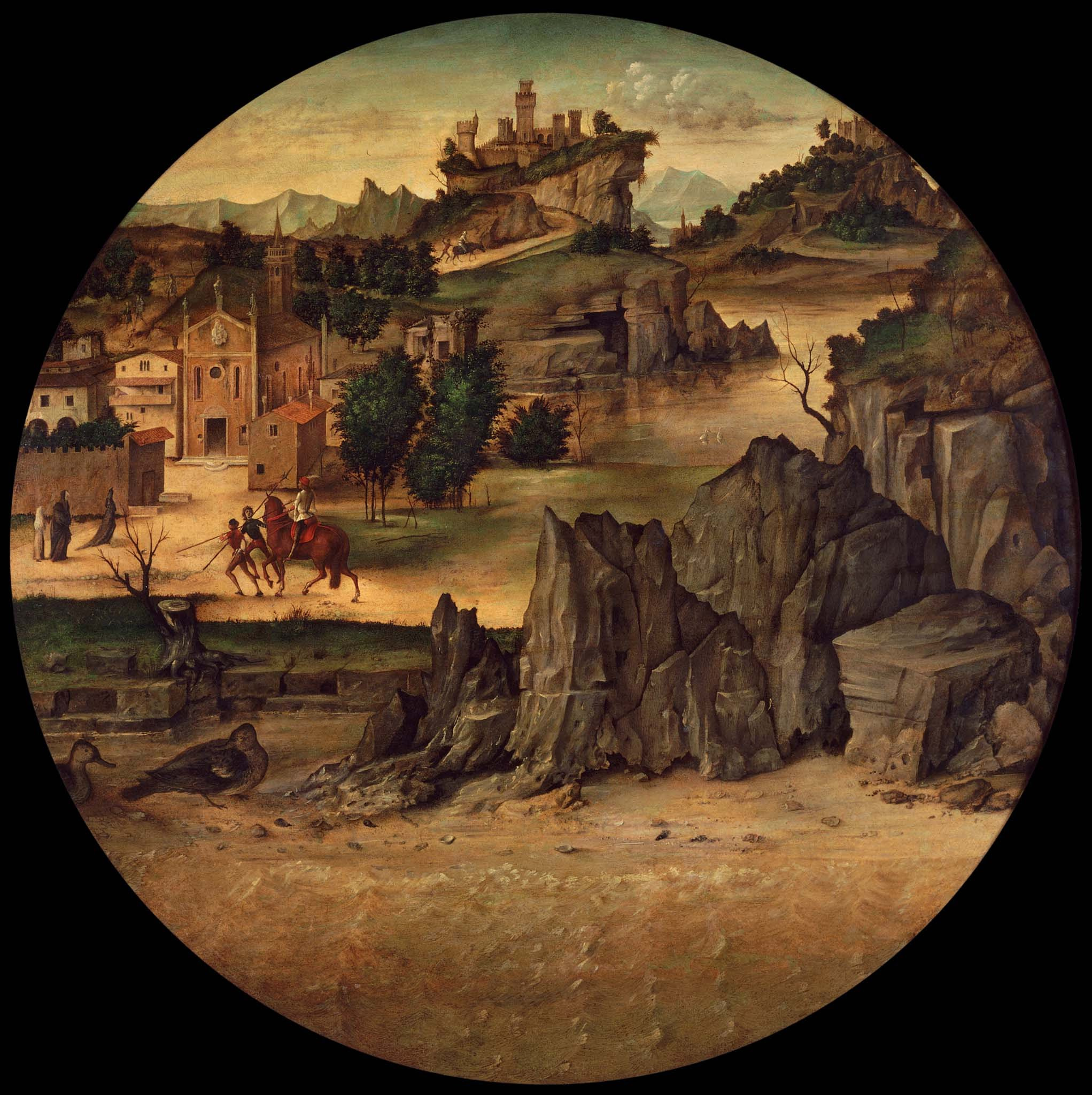
Bartolomeo Montagna, Paesaggio con castello
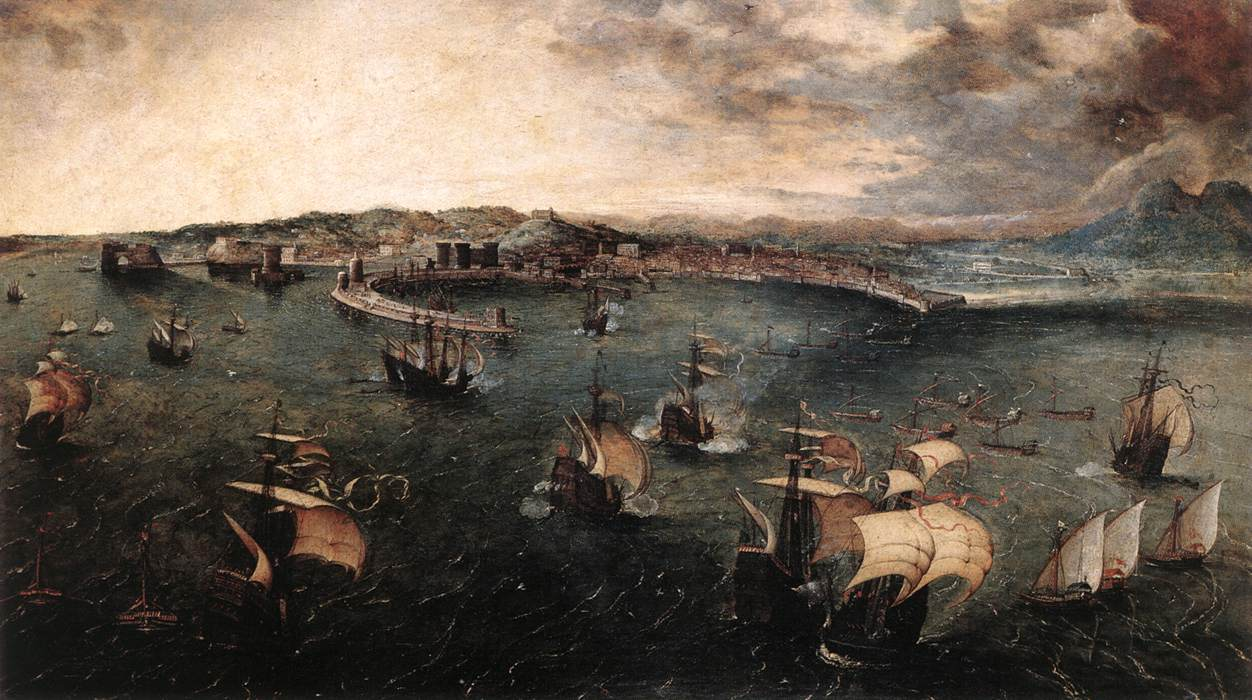
Pieter Bruegel il Vecchio, Battaglia navale nel porto di Napoli
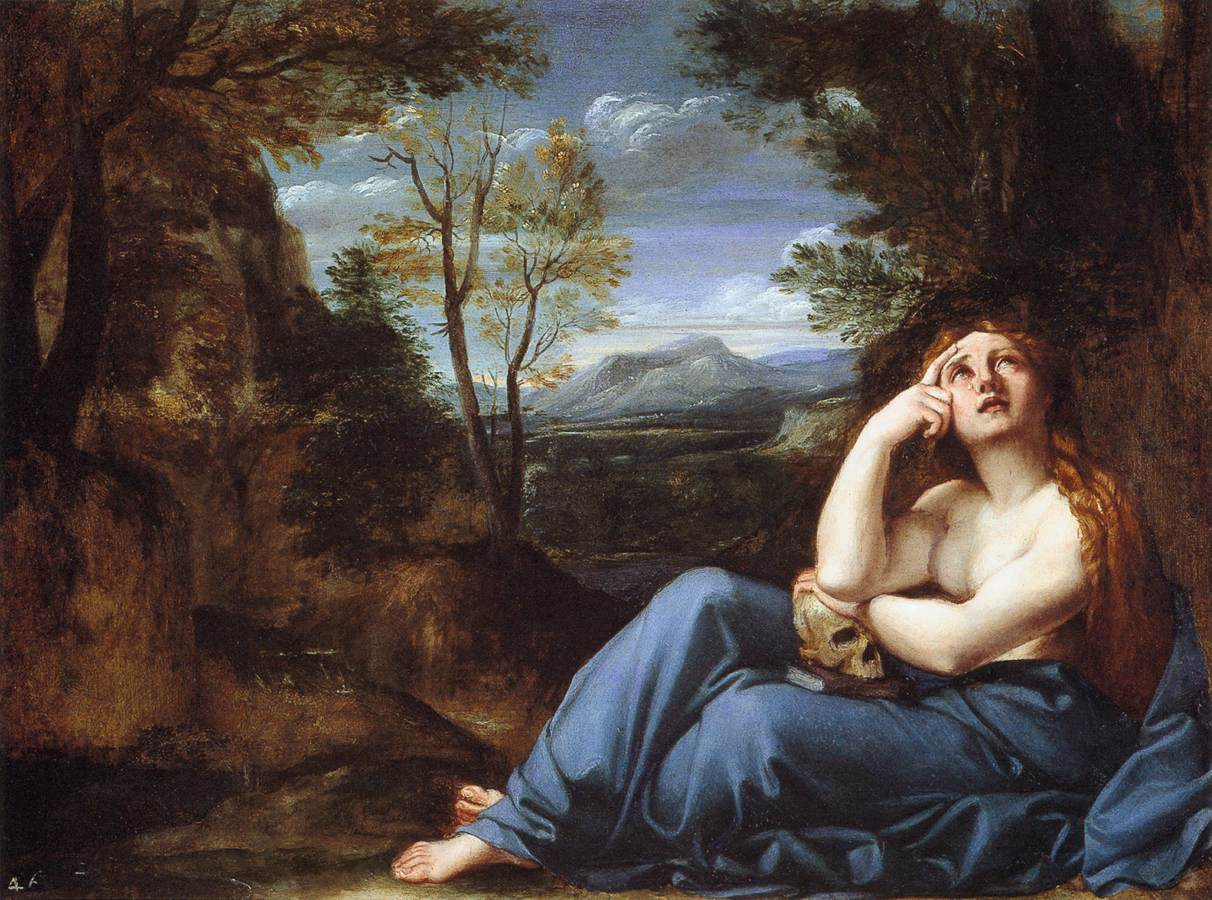
Annibale Carracci, Maddalena penitente, c. 1598
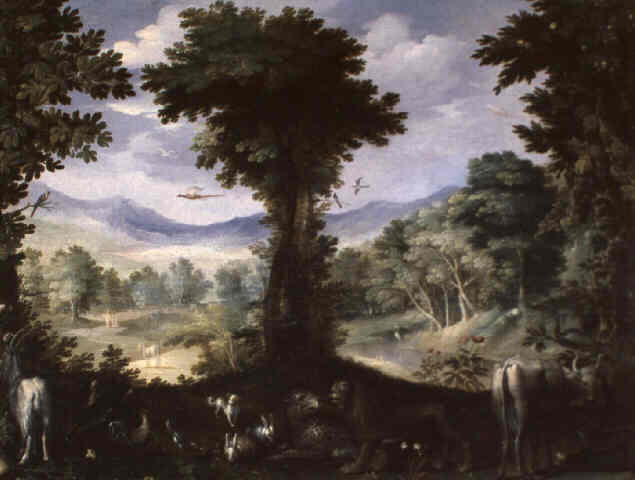
Carlo Antonio Procaccini, Giardino dell'Eden

### Seicento
In Italia, all'inizio del Seicento si assistette a qualcosa di simile, sebbene pervaso da uno spirito più idealizzato e meno inquieto, nelle lunette di palazzo Doria-Pamphili, in particolare nella Fuga in Egitto di Annibale Carracci (1602-1604) dove, pur rifacendosi a esempi antecedenti, la sacra Famiglia sembra quasi ormai un pretesto per la rappresentazione di una luminosa veduta fluviale all'alba.
Il definitivo affrancamento della pittura di paesaggio come genere a sé stante si ebbe comunque solo nel corso del Secolo d'oro, in Olanda: qui il venir meno della committenza religiosa, per ragioni storico-politiche, portò al clamoroso fiorire di una nuova pittura borghese, con il trionfo di tutti i generi fino ad allora ritenuti minori, compresa la veduta paesaggistica. Ora cittadina, ora campestre, ora marina, ora centrata all'interno di edifici, la veduta va esplorando tutti i generi possibili, attraverso botteghe specializzate che garantiscono una produzione costante e diffusa, non più episodica e circoscritta alle particolari esigenze di un committente.

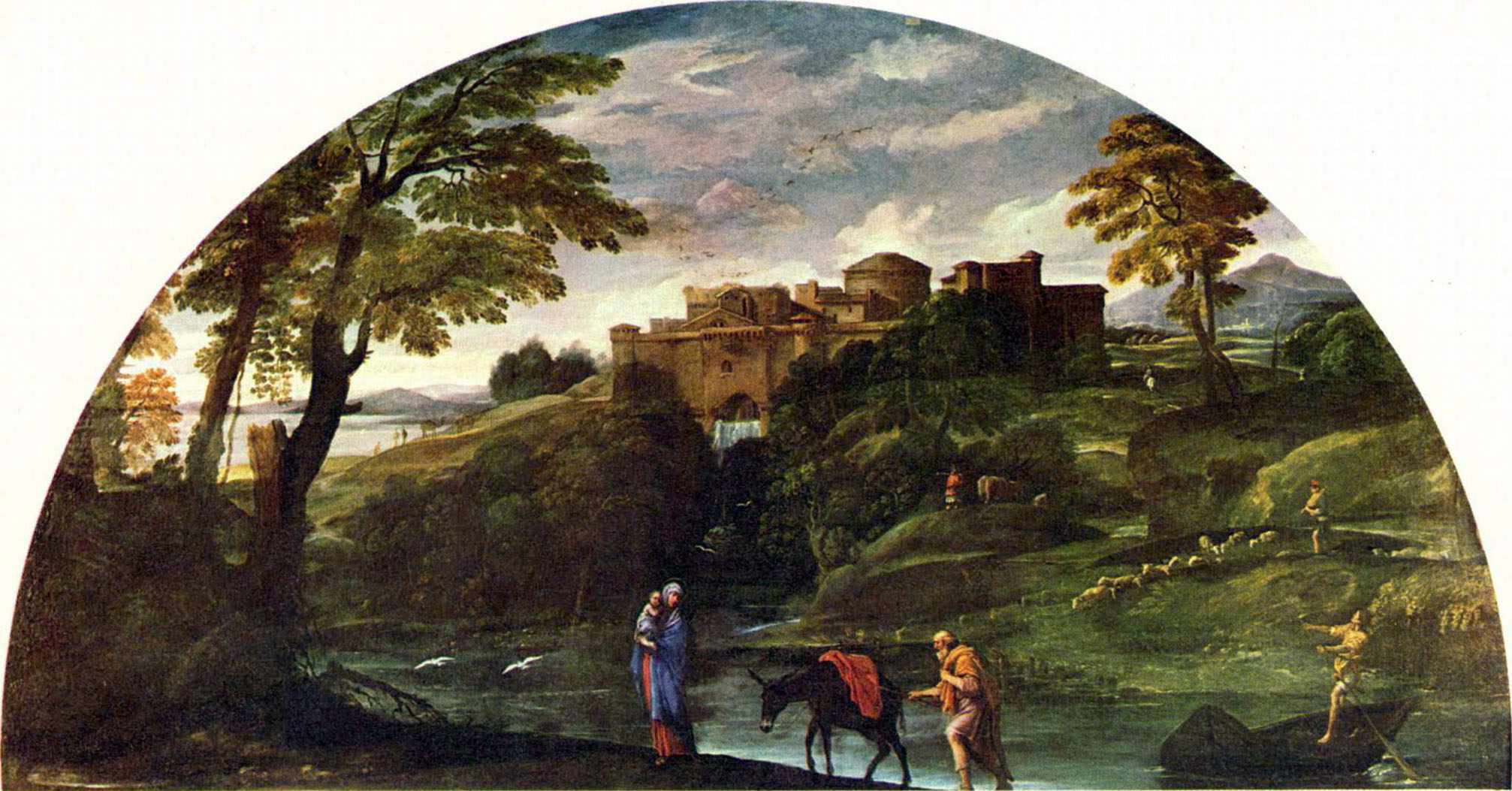
Annibale Carracci, Fuga in Egitto
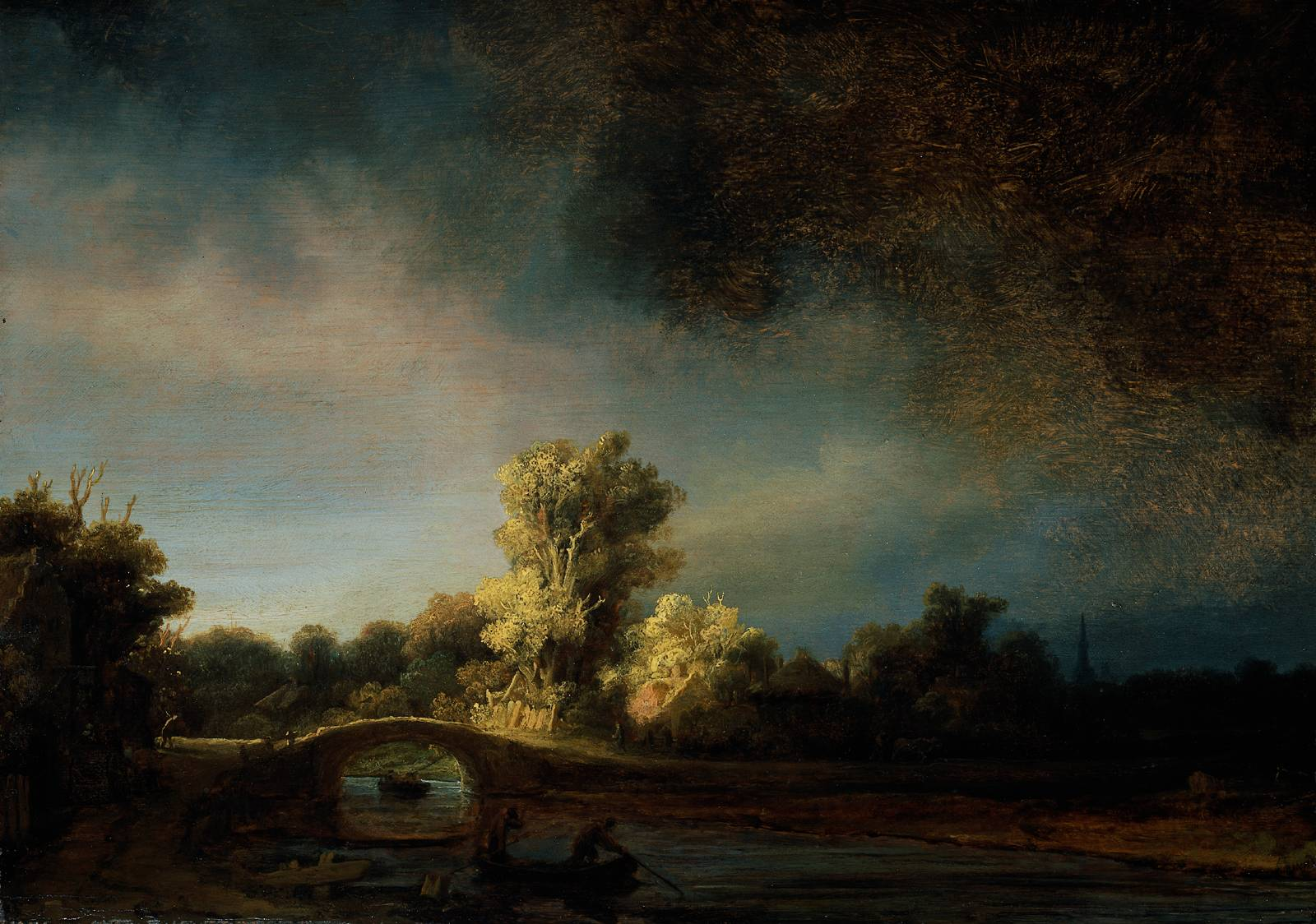
Rembrandt Harmenszoon van Rijn, Paesaggio con ponte di pietra.
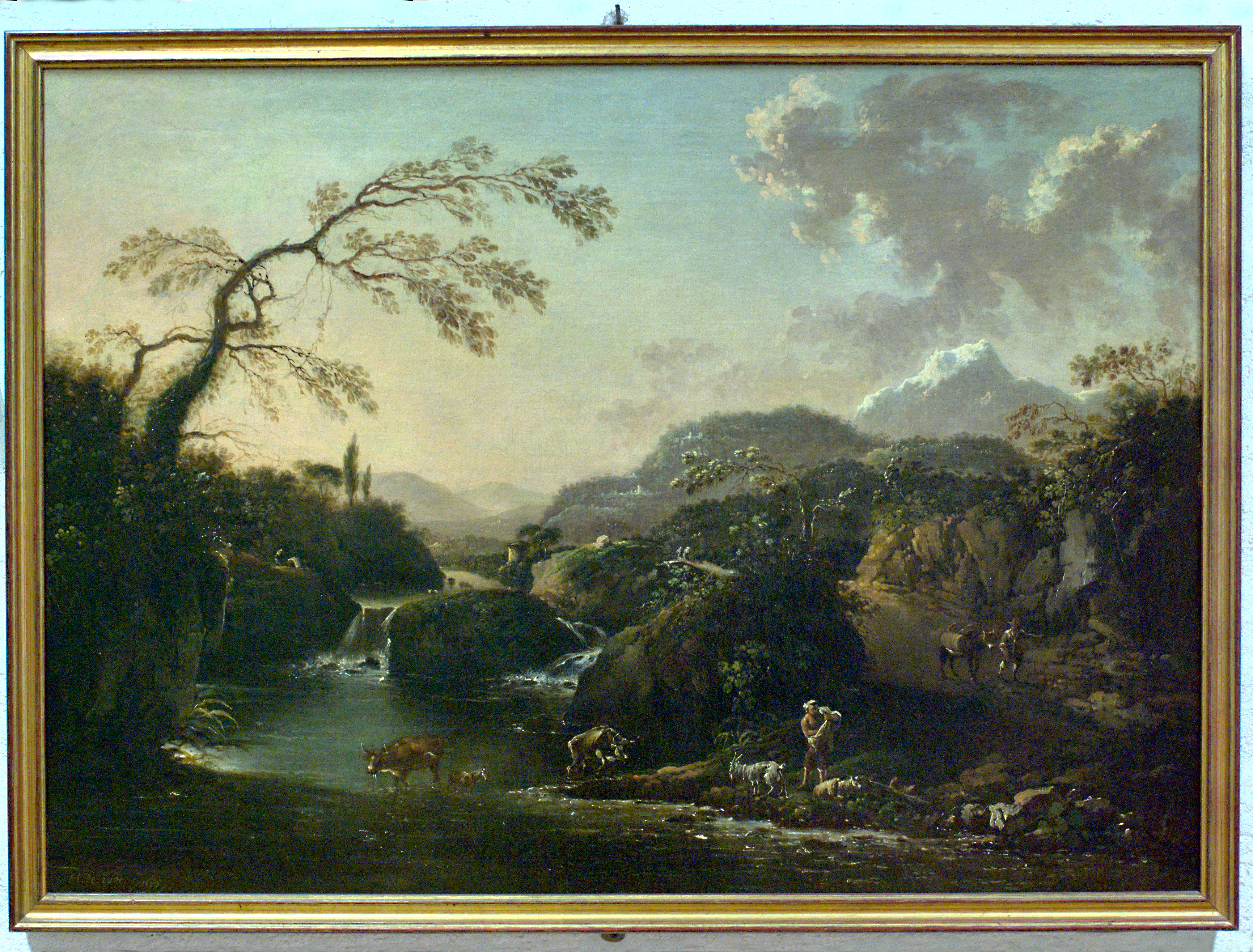
Hans de Jode, Paesaggio con cascata, XVII secolo.
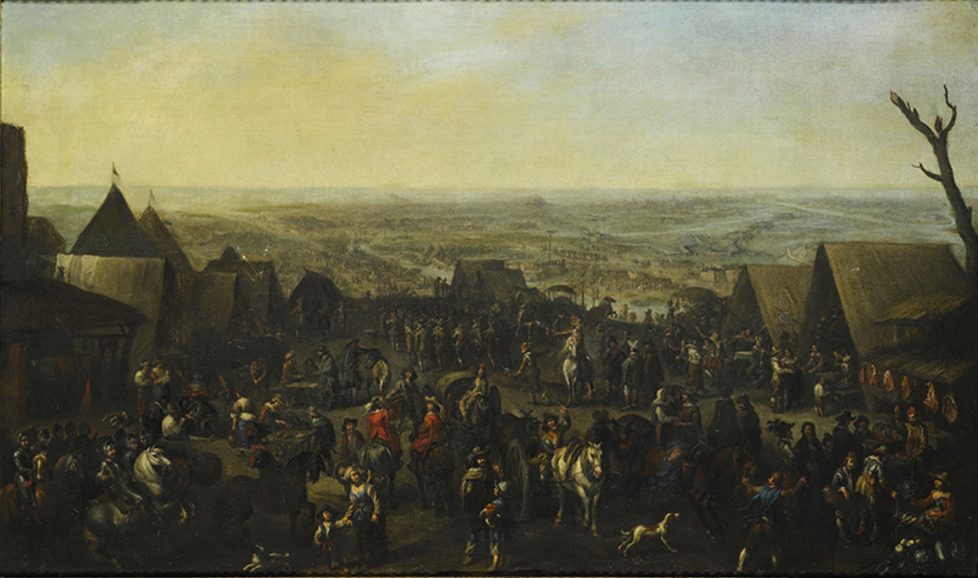
Michelangelo Cerquozzi, Accampamento
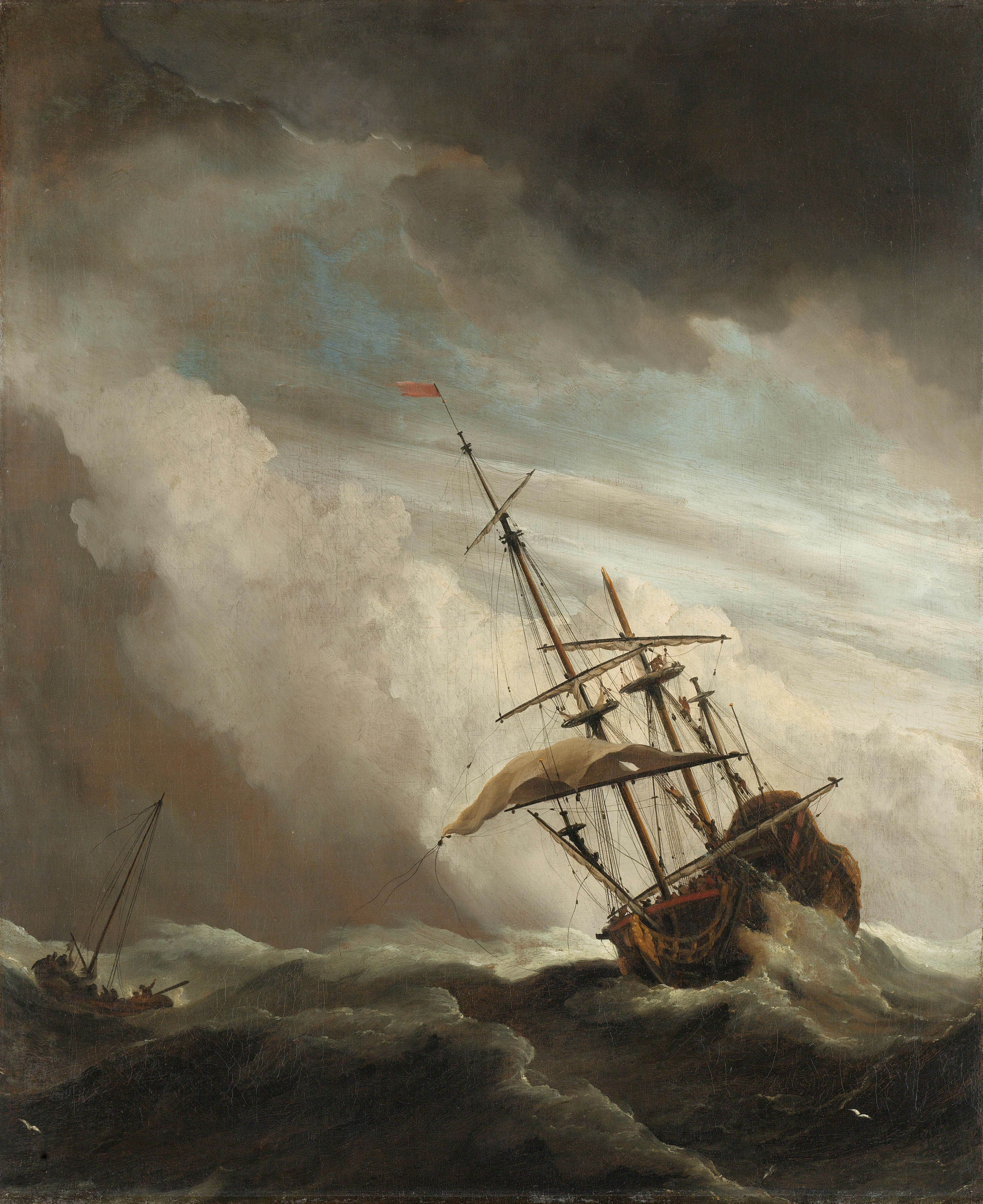
Willem van de Velde il Giovane, Nave nella tempesta.
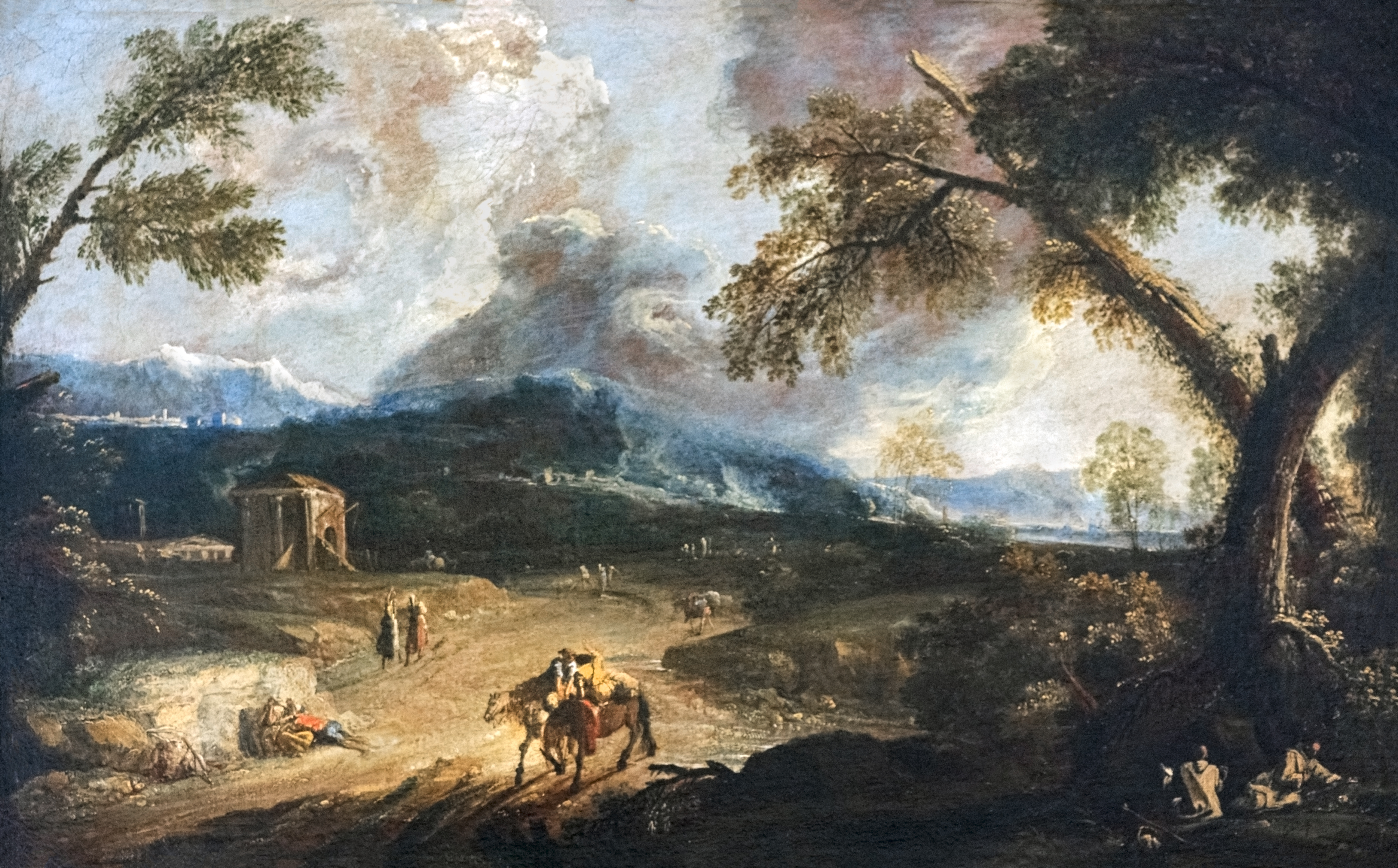
Marco Ricci Paesaggio con monaci e viandanti

### Settecento
Nel Settecento il paesaggio si espresse nelle forme idealizzate, di ispirazione classica. Il sentimento del luogo settecentesco ha creato una varietà di invenzioni, di capricci, di ricostruzioni sceniche, di vedute ideate, in cui l'artista si appagava e si commuoveva. La corrente estetica del vedutismo artificioso sollecitava l'immaginario e coincideva con il gusto dello spettacolo in sé, dal quale nacque il concetto di pittoresco: cogliere dal vero quanto serve a trasferire l'immagine nel sentire interiore. I pittori neoclassici, attratti dalla bellezza e perfezione degli artisti dell'antichità, imitavano la natura secondo precise regole codificate. Essi reagivano al disordine irrazionale della pittura rococò. I principi del bello ideale, rigidamente accettati, finirono per soffocare il neoclassicismo.
Johann Heinrich Füssli, pur nel solco del paesaggio neoclassico, lascia sfuggire il tormento di visioni notturne e da incubo, un curioso inferno interiore, carico di inquietanti tensioni e di fantasmi psicologici.
Marco Ricci - considerato il fondatore del vedutismo veneziano - si distingue per i paesaggi boscosi e tormentati. Quando rappresenta i Fori romani li arricchisce di motivi architettonici della Roma antica, ma ricomposti in piena libertà, secondo il gusto del rovinismo, poi caro ai paesaggisti rococò.
Giovanni Battista Piranesi, che ebbe influenza sulla pittura, nelle sue Carceri d'invenzione rappresenta le rovine come cupe allusioni di morte e di disperazione.
Antonio Francesco Peruzzini - figura di primo piano nella pittura paesistica del XVII-XVIII secolo. In diverse opere dipinse paesaggi che Alessandro Magnasco popolava di figure.

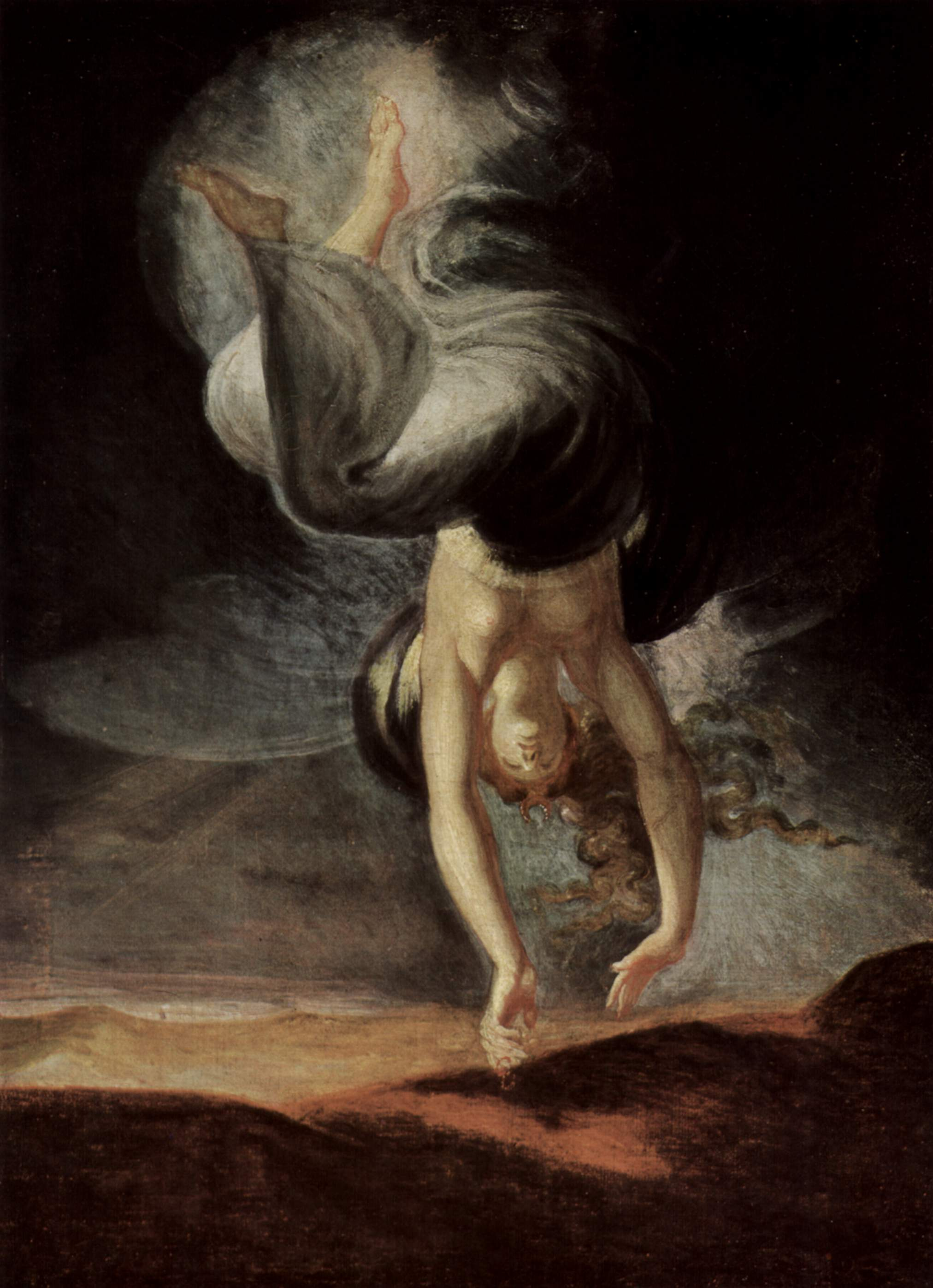
Johann Heinrich Füssli
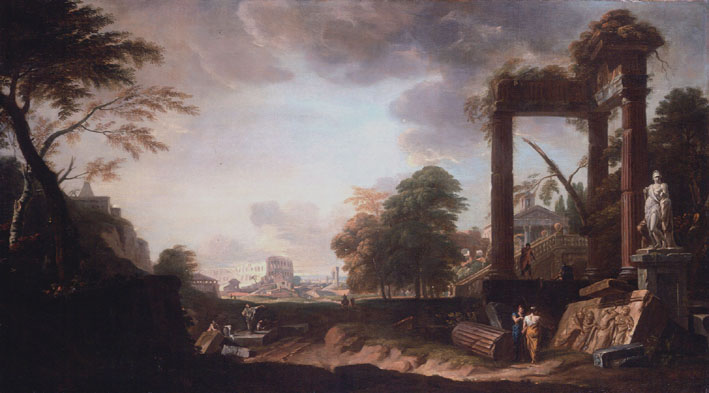
Marco Ricci, Capriccio romano
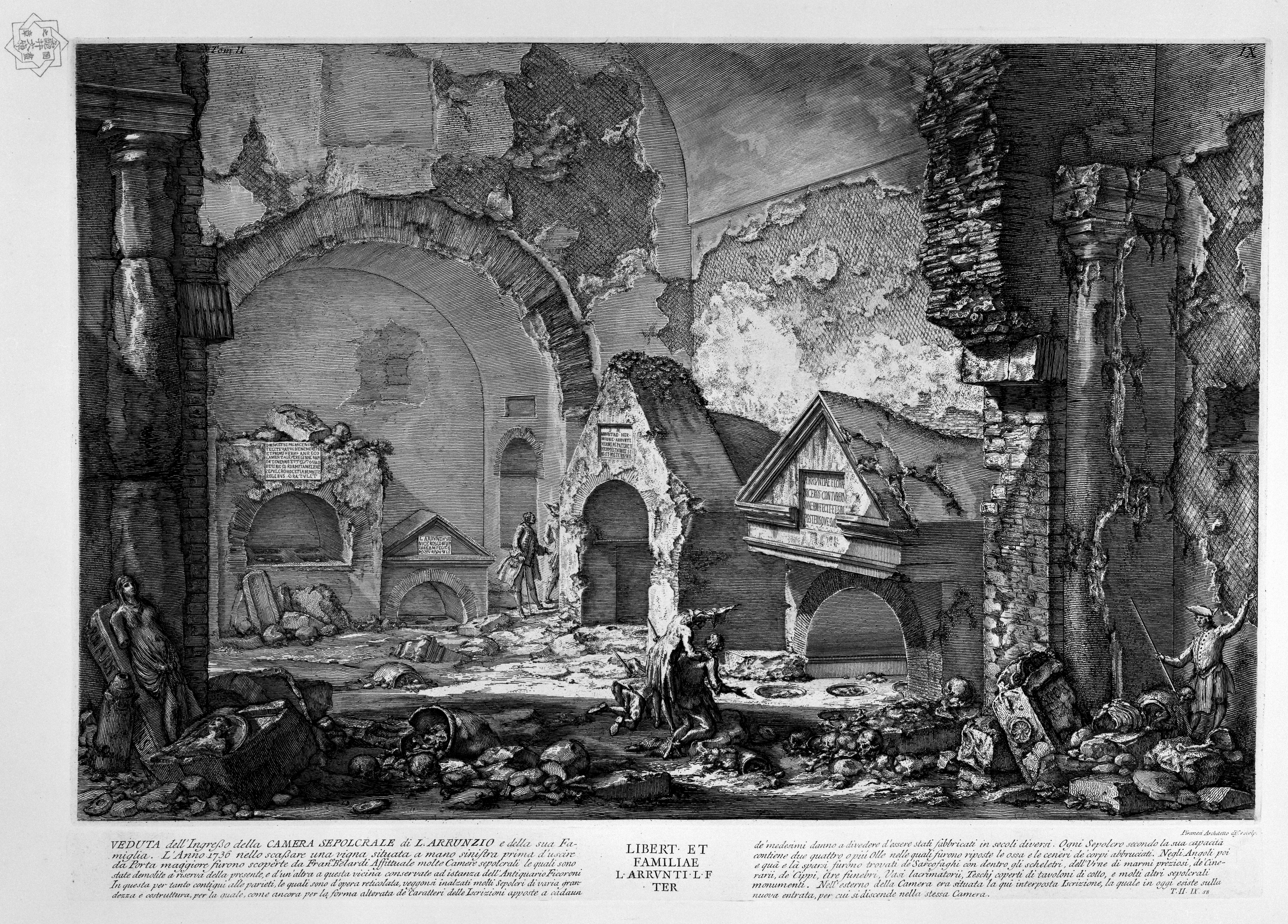
Giovanni Battista Piranesi, incisione
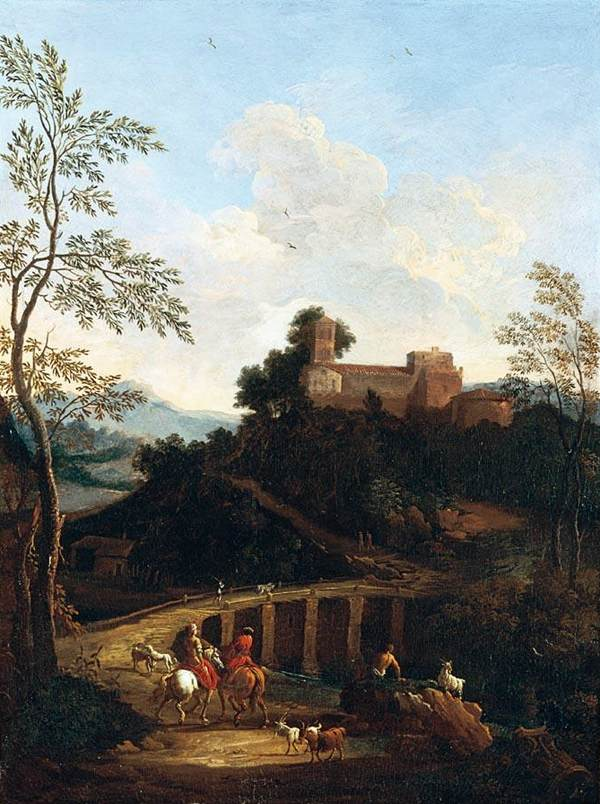
Giovanni Battista Busiri, Paesaggio romano presso un fiume
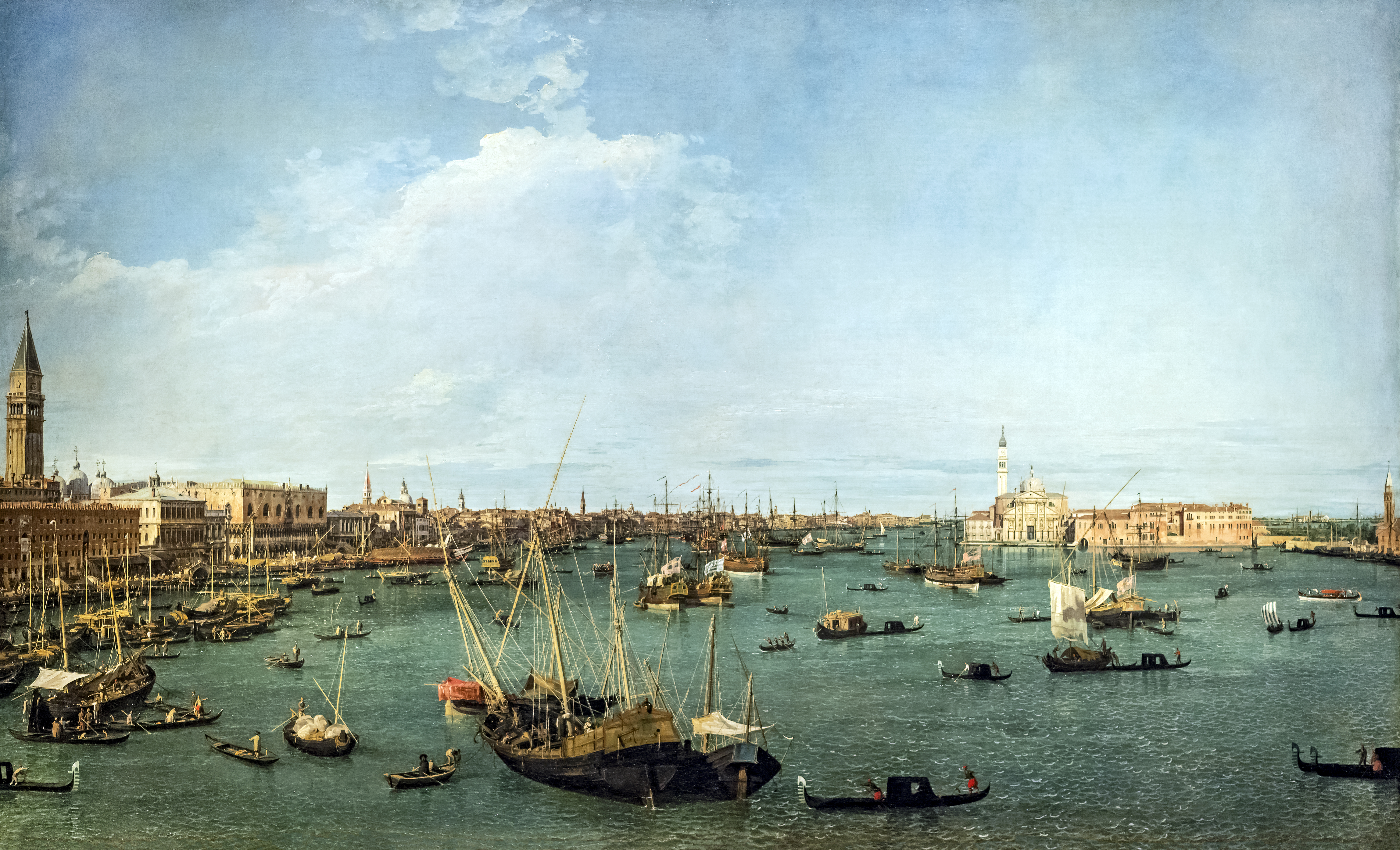
Canaletto,  Bacino di San Marco

### Ottocento
Nell'Ottocento, il secolo borghese, il paesaggio riprese quella fecondità e indipendenza, come in Olanda due secoli prima. L'inconscio e l'istinto hanno caratterizzato parte della pittura romantica. Il fenomeno della luce e la genesi dei colori interessarono i pittori impressionisti e i macchiaioli. L'allucinazione e la dilatazione notturna, delle forme più varie, fece il suo ingresso nei paesaggi dei simbolisti. Il vedutismo incontrò poi il divisionismo che frantumò il paesaggio in sottili e minuti frammenti di luce. Le pitture giapponesi, indiane e persiane, che arrivano in gran copia in Occidente a fine Ottocento, sotto forma di riproduzioni a stampa, suggeriscono che lo spazio nel dipinto può anche non essere naturalistico, ma esprimersi in due sole dimensioni: quindi è superabile il bisogno della prospettiva.
William Turner, nelle sue libere, inquiete e aeree sperimentazioni di pitture paesaggistiche sfocate, con le sue esaltazioni cromatiche, sfugge a ogni classificazione.
Giacinto Gigante, per la fantasia, per la luminosità e la trasparenza pittorica del suo paesaggio napoletano, fu definito da Emilio Cecchi impressionista argenteo.
- Giuseppe Abbati. «Dalla sua natura malinconica trasse una pittura contenuta, persino severa di accenti e di precisione disegnativa, un po' fredda di tono e con un incastro perfetto di luminosità e chiaroscuro.»[3]
- Giovanni Costa. «Passato il primo periodo di minuziosità e scrupolo realista, la sua pittura ebbe una cadenza larga, rustica e solenne insieme nella sua schiettezza, puntando sempre più verso la concisione, l'incisività e la sobria illuminazione.»[4]
- Silvestro Lega. «e benché malandato in salute riprese a dipingere paesaggi, forti di colore e di vibrazione luminosa o ritratti di contadine, con una pennellata veemente e grassa, dove non è estraneo il rovello della sua angoscia.[5]
- Ettore Roesler Franz. «Tra due esili quinte arboree l'artista ha inquadrato le strutture architettoniche ancora intatte del Porto di Ripetta. Riprendendole dalla zona di Prati, appena animata da una coppia seminascosta. Idillio tiberino. Placido scorre il Tevere ricco di riflessi, e sicura all'approdo è una barca.» (Il Porto di Ripetta dai Prati di Castello, 1886).[6]
- Jules Breton. «Ne L'arc-en-ciel, il fenomeno naturale dell'arcobaleno assurge quasi ad apparizione, a miracolo, in un mondo regolato dal lavoro (le contadine chine sul campo), e la calma silenziosa dopo la tempesta. L'arcobaleno che trasforma le cascine dal tetto di paglia in macchie dai colori irreali, è un segno dell'ordine naturale del ciclo divino che scandisce la vita dell'uomo.» (Arc-en-ciel à Courrieres, 1855).[7]
- Achille Tominetti. «Nel campo di terra dalle grasse zolle brune, due figure curve e a capo chino, di cui si intuisce appena la femminilità, tirano l'aratro; dietro un uomo lo guida e lo spinge. Al campo solcato da strisce diagonali fa da quinta a sinistra un gruppo di alberi; all'orizzonte si vede un lago.» (Aratura a Miazzina, 1899, ca.).[8]
- Gustaf Fjæstad. «Nella falange valorosa degli odierni paesisti svedesi [...] Gustaf Fjaestad è riuscito a conquistare un posto in prima linea, specie con le opere dell'ultimo decennio, in cui ha saputo evocare, con tanta grazia e con tanta agile abilità di pennello, i nevosi paesaggi invernali e le irrequiete acque correnti della sua terra natale.»[9]

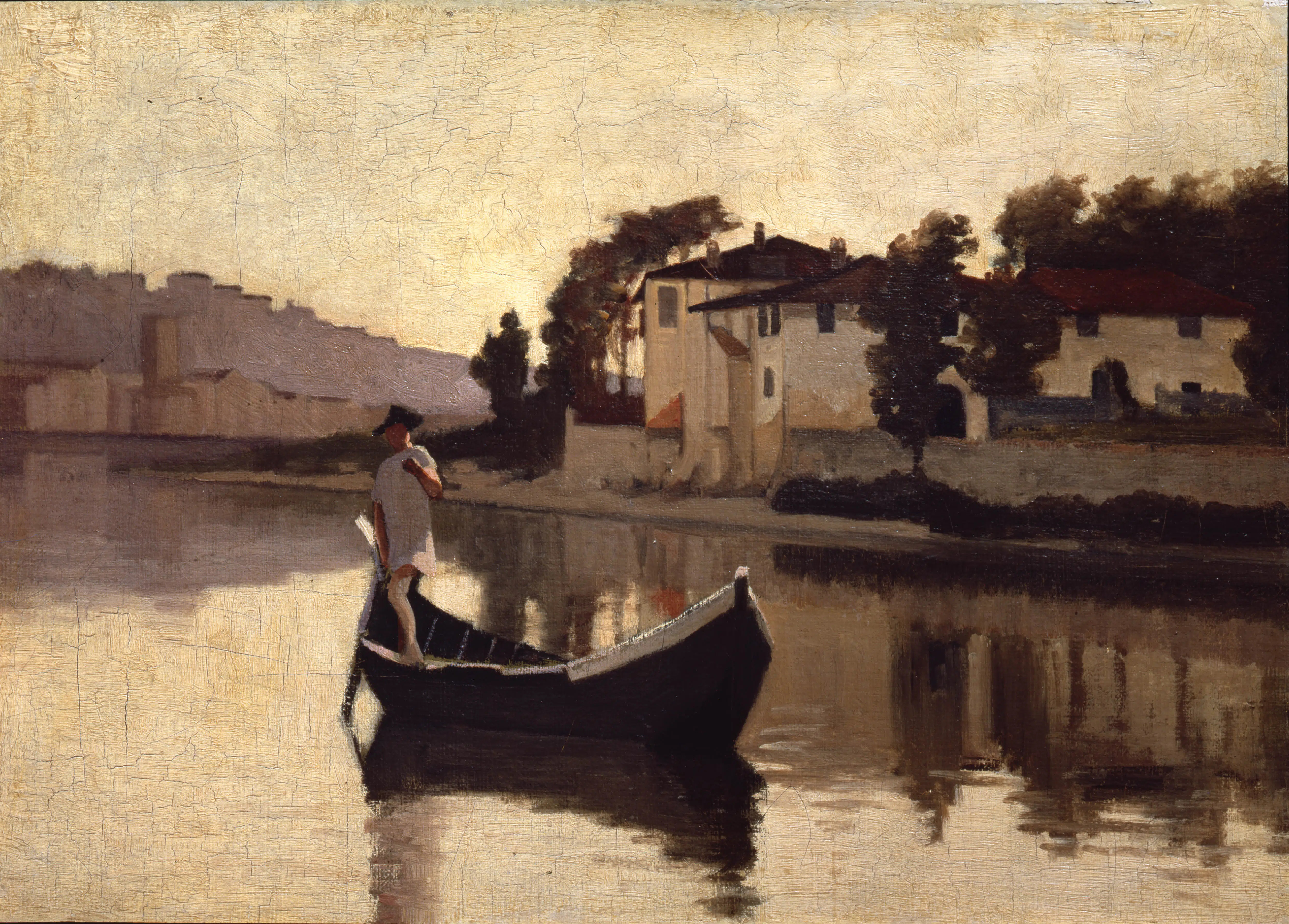
Giuseppe Abbati, Arno presso Casaccia (1863)
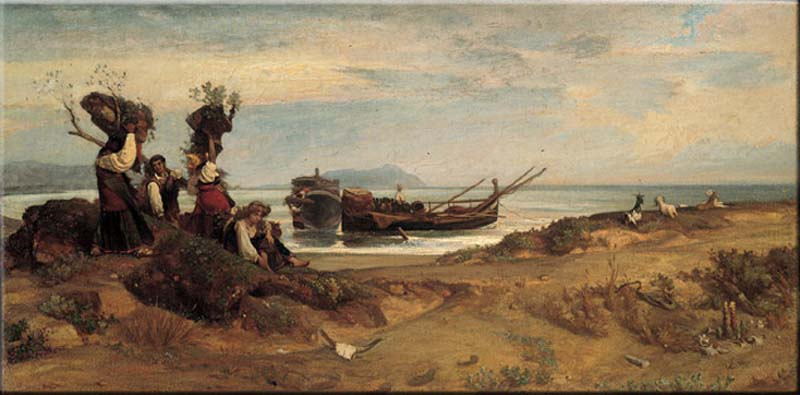
Giovanni Costa, Donne che imbarcano legna a Porto d'Anzio
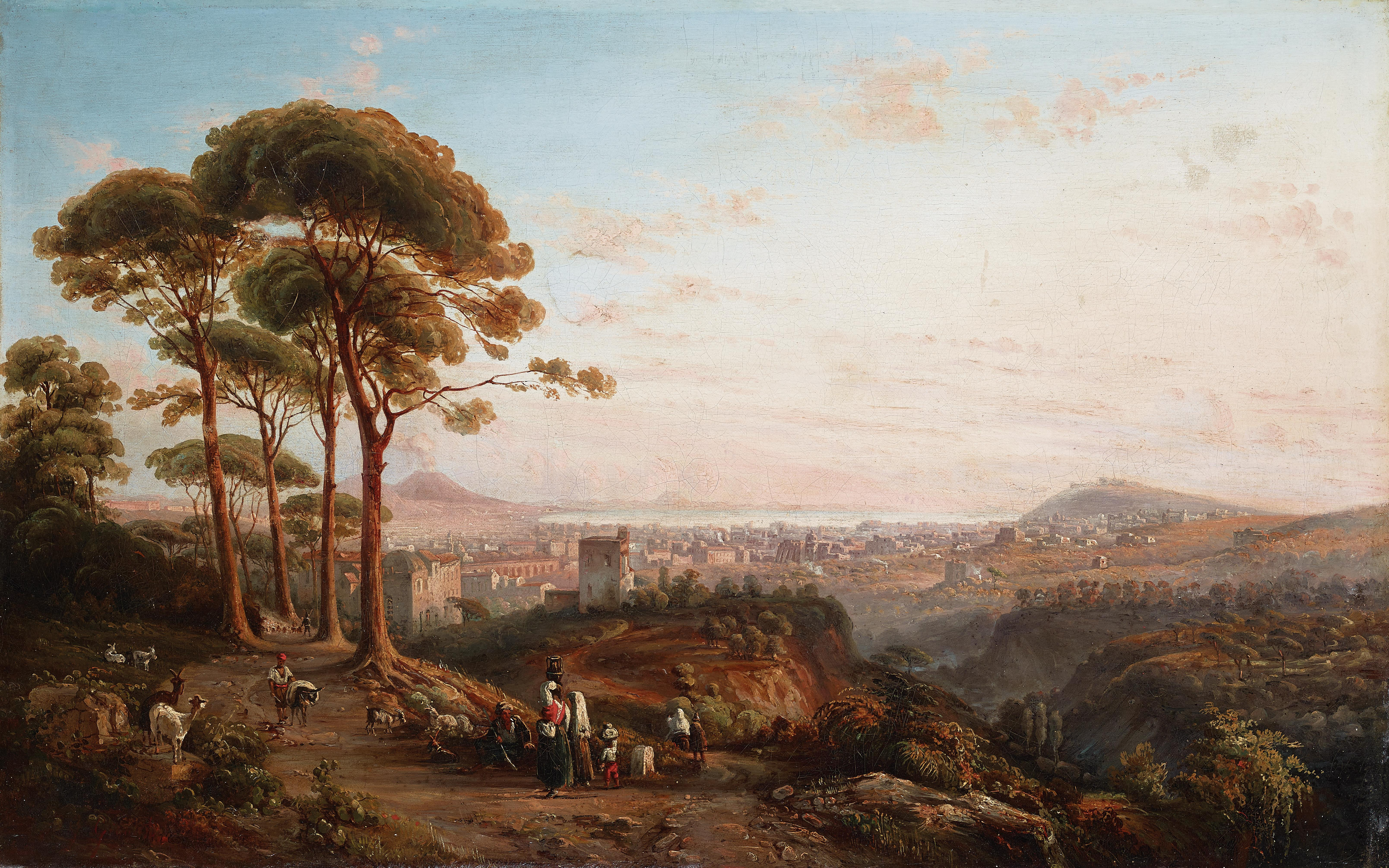
Giacinto Gigante, La Conocchia
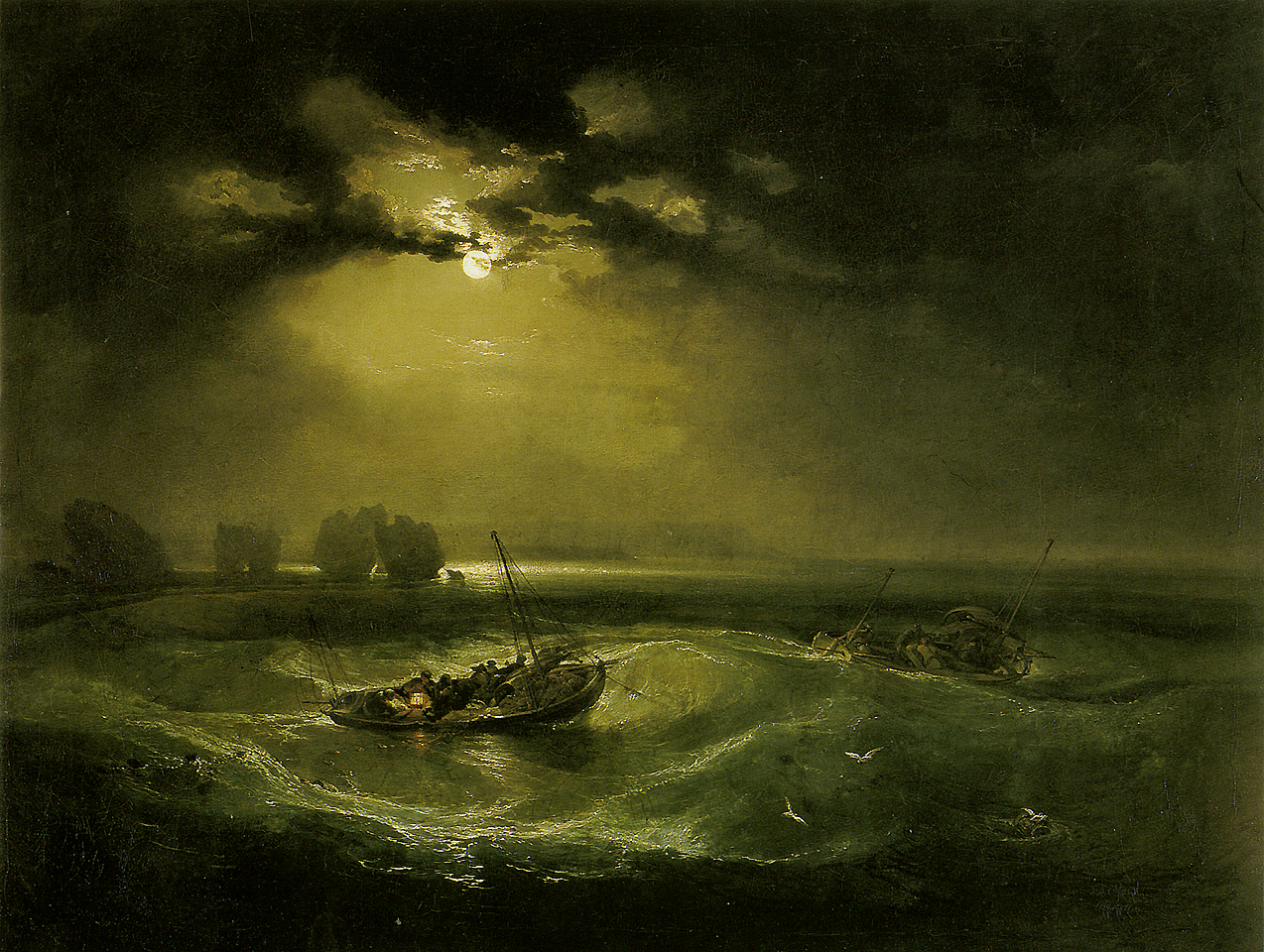
William Turner, Pescatori a mare
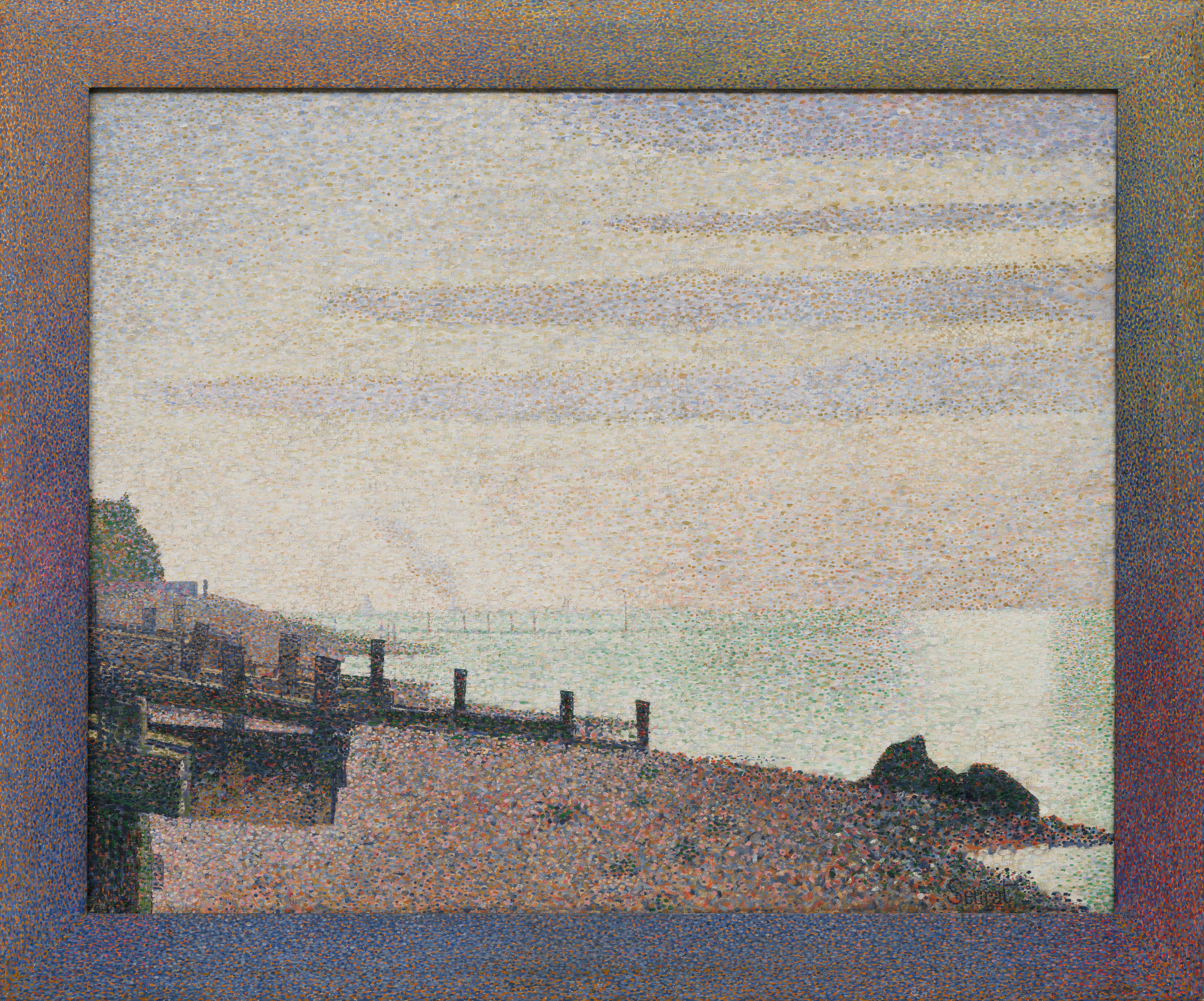
Georges-Pierre Seurat, Honfleur, un soir, embouchure de la Seine
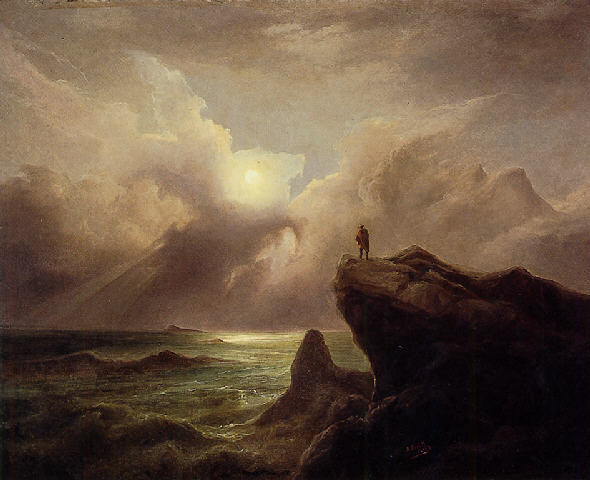
Antonio Smith, Crepúsculo marino
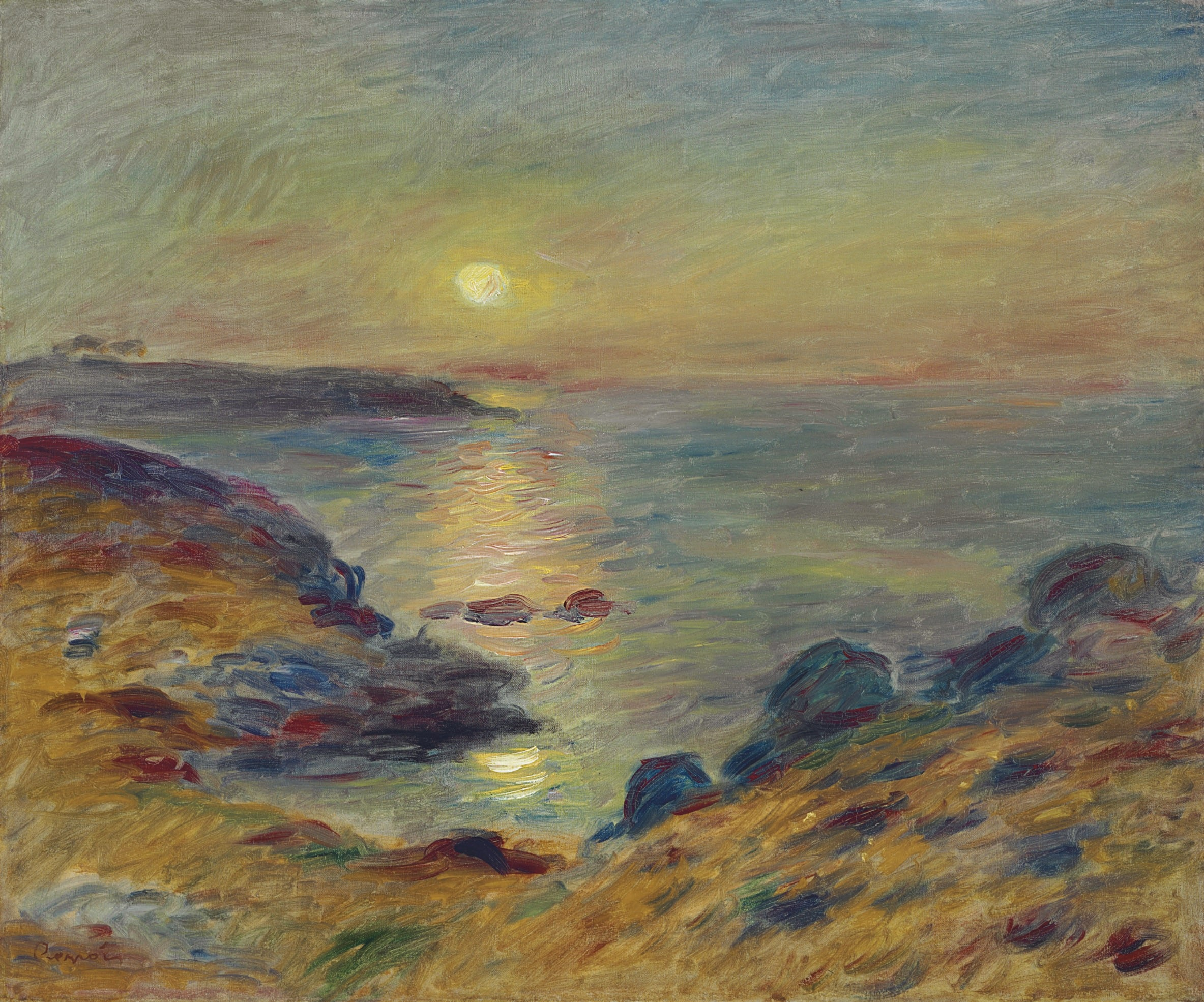
Pierre-Auguste Renoir Coucher de soleil à Douarnenez (c.1883)
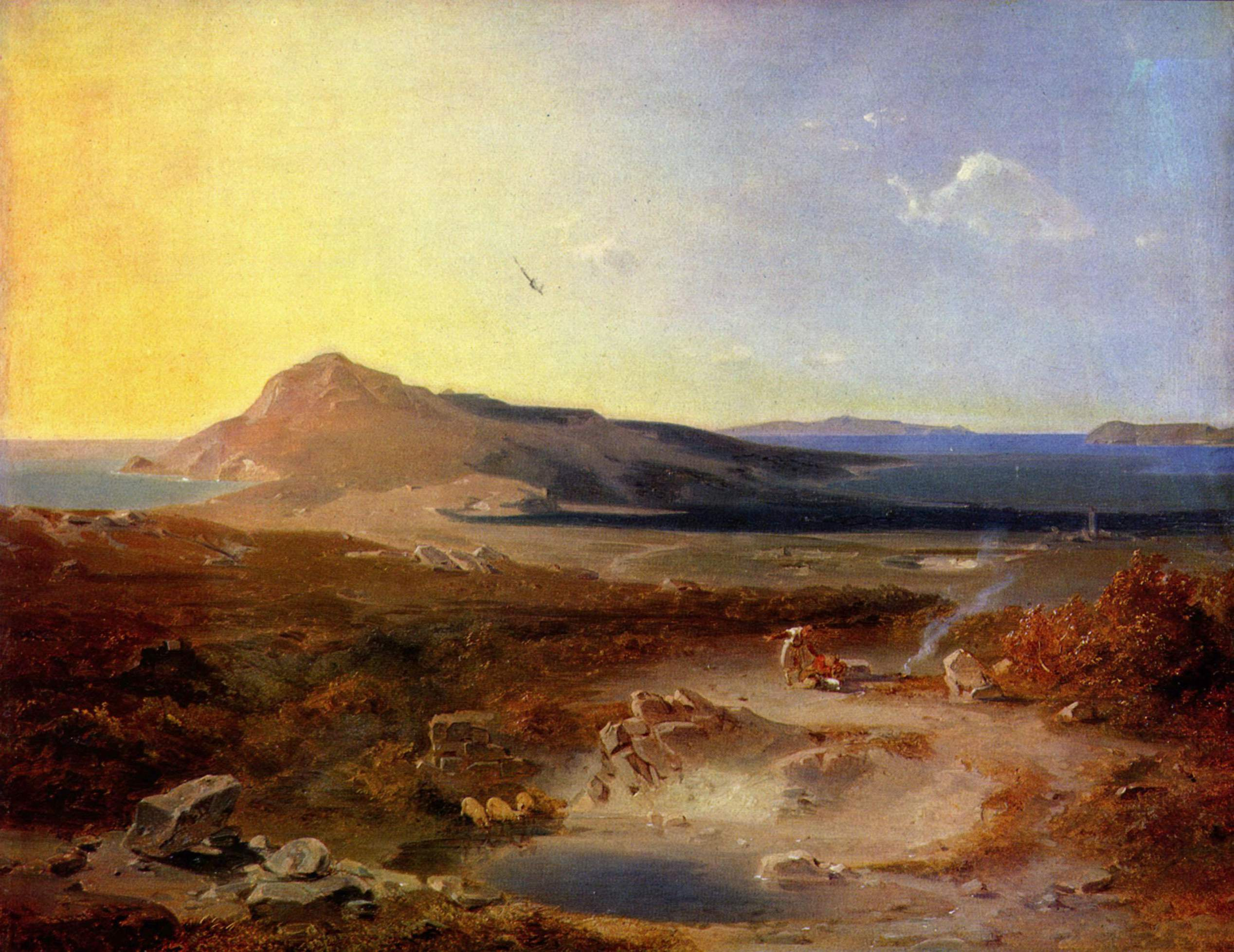
Carl Anton Joseph Rottmann, L'isola di Delos (1847)
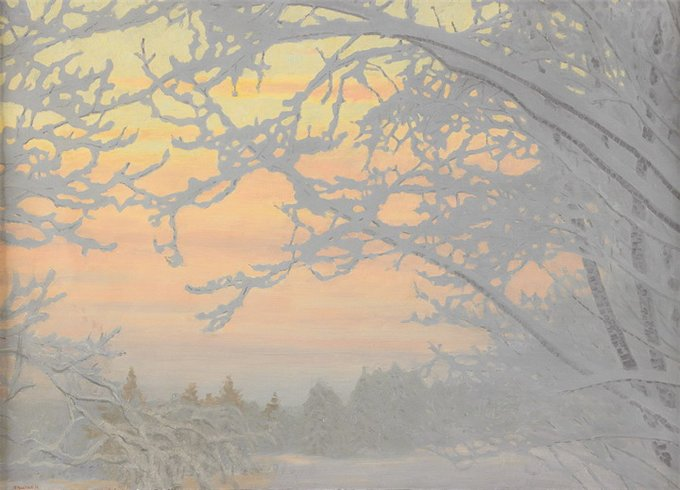
Gustaf Fjæstad, Fredda sera d'inverno (1897)

### Novecento
Il Novecento ha visto il paesaggio rappresentato nelle forme più varie, fino all'intuizione di paesaggio nell'astrattismo. Il post-impressionismo ha meditato sugli affreschi di Piero della Francesca e sulla essenzialità di Paolo Uccello.
- Giorgio De Chirico. «Ed è proprio la luce irreale sospesa, inquietantemente illusionistica nella sua freddezza, che può fare coesistere in uno stesso dipinto elementi eterogenei, alcuni allucinati nella apparenza verista, altri campiti geometricamente o descritti con segno illustrativo.»[10]
- Filippo de Pisis. «Sente il valore della luce, dell'atmosfera, dell'intensità espressiva in tocchi rapidi, aerei. I grigi, i verdi, i rosa, le colate dei neri, gli azzurri e i bruni, in pennellate agilissime, in grumi di colore puro o in sottili stesure di fondo, acquistano, nella varietà dei timbri squillanti e preziosi, valore di lirismo acuto.»[11]

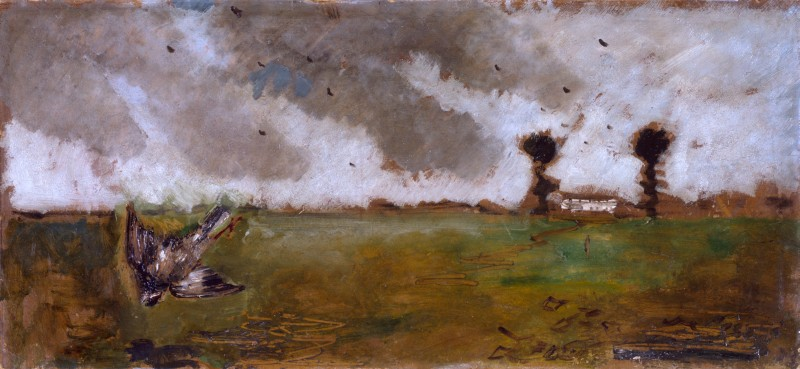
Filippo de Pisis, Paesaggio con passero e casolare
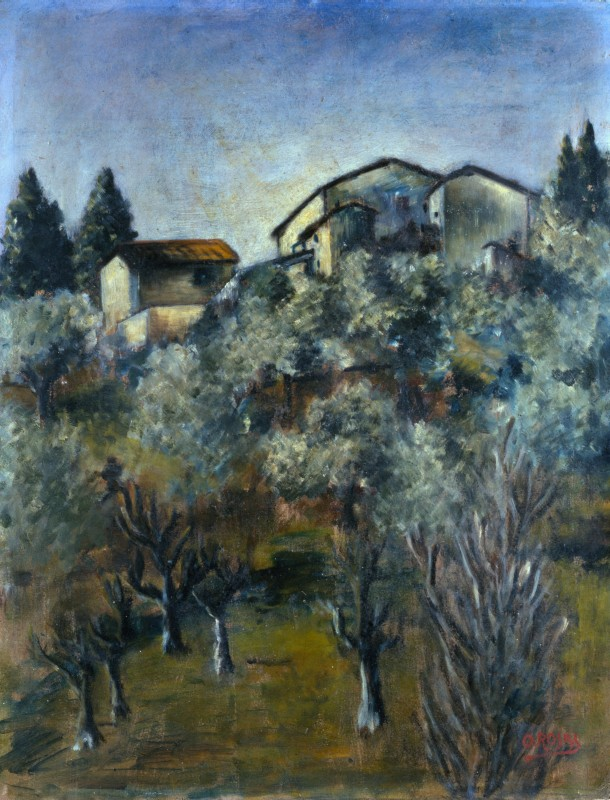
Ottone Rosai, Paesaggio
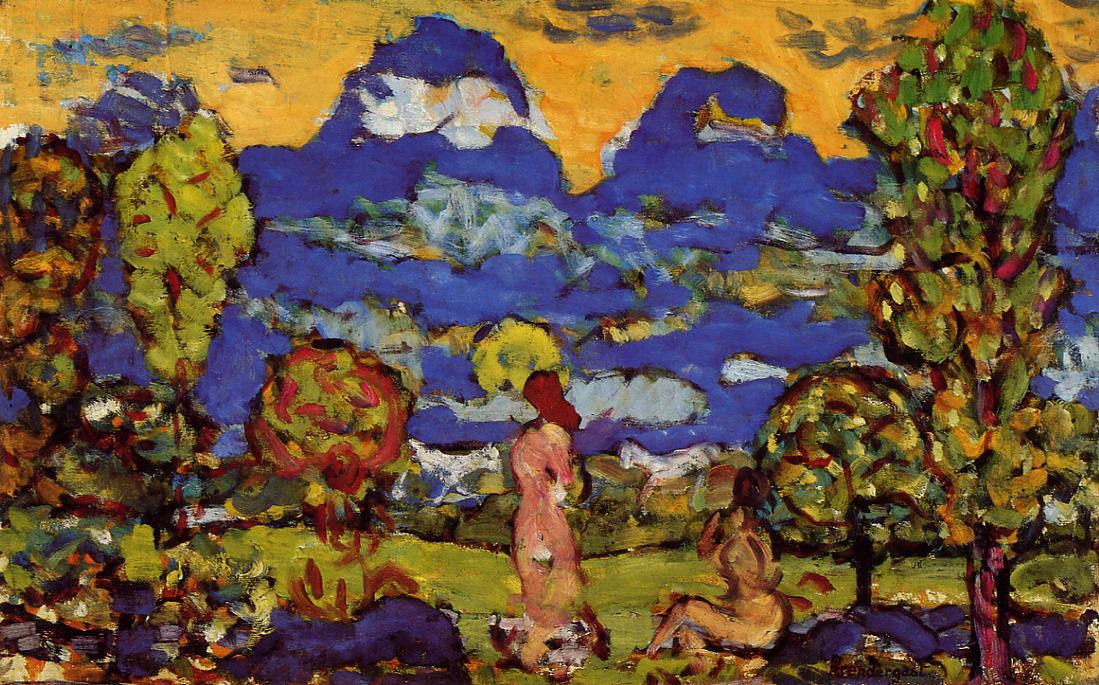
Maurice Prendergast, Blue Mountains
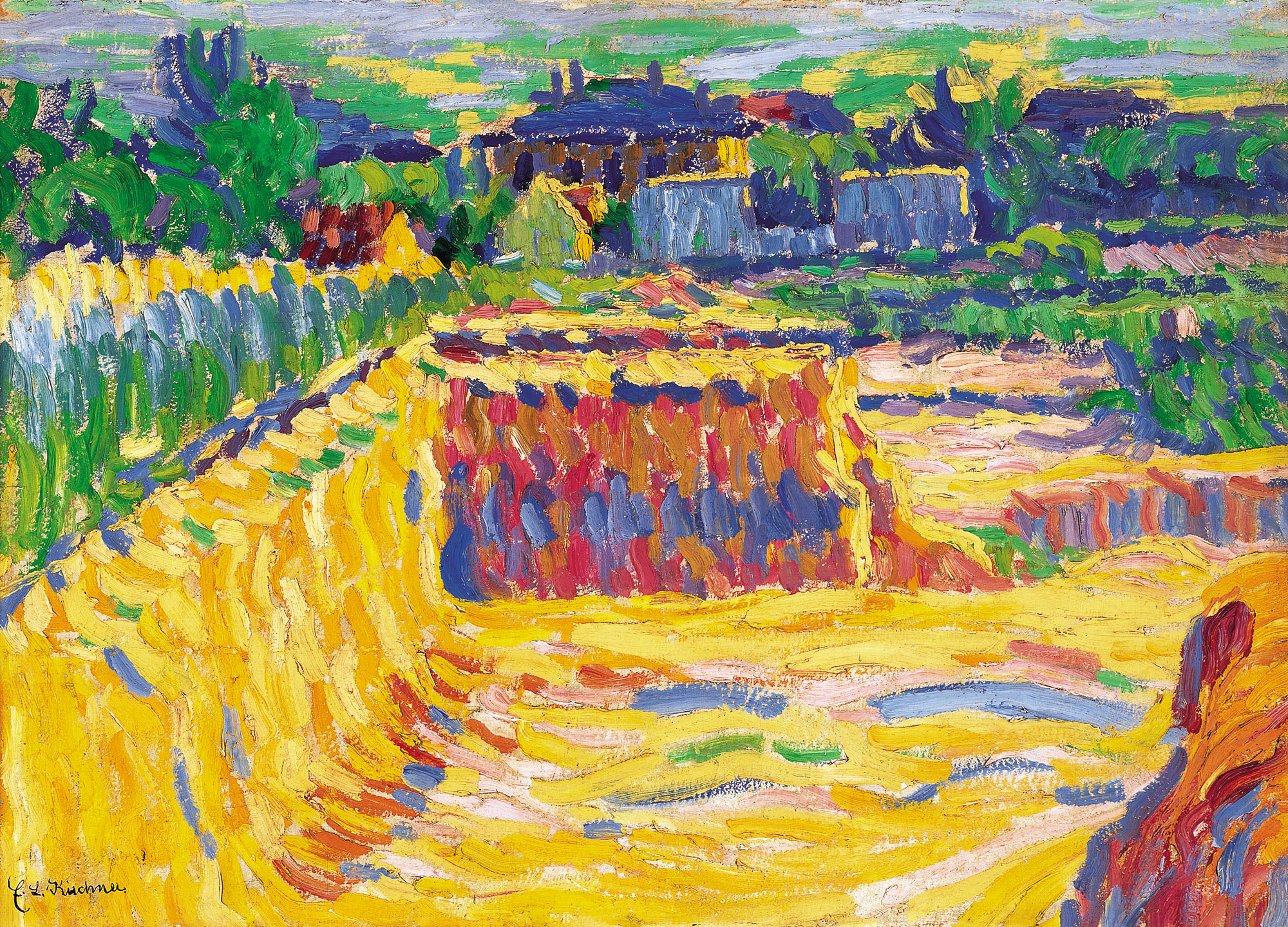
Ernst Ludwig Kirchner, The Loam Pit
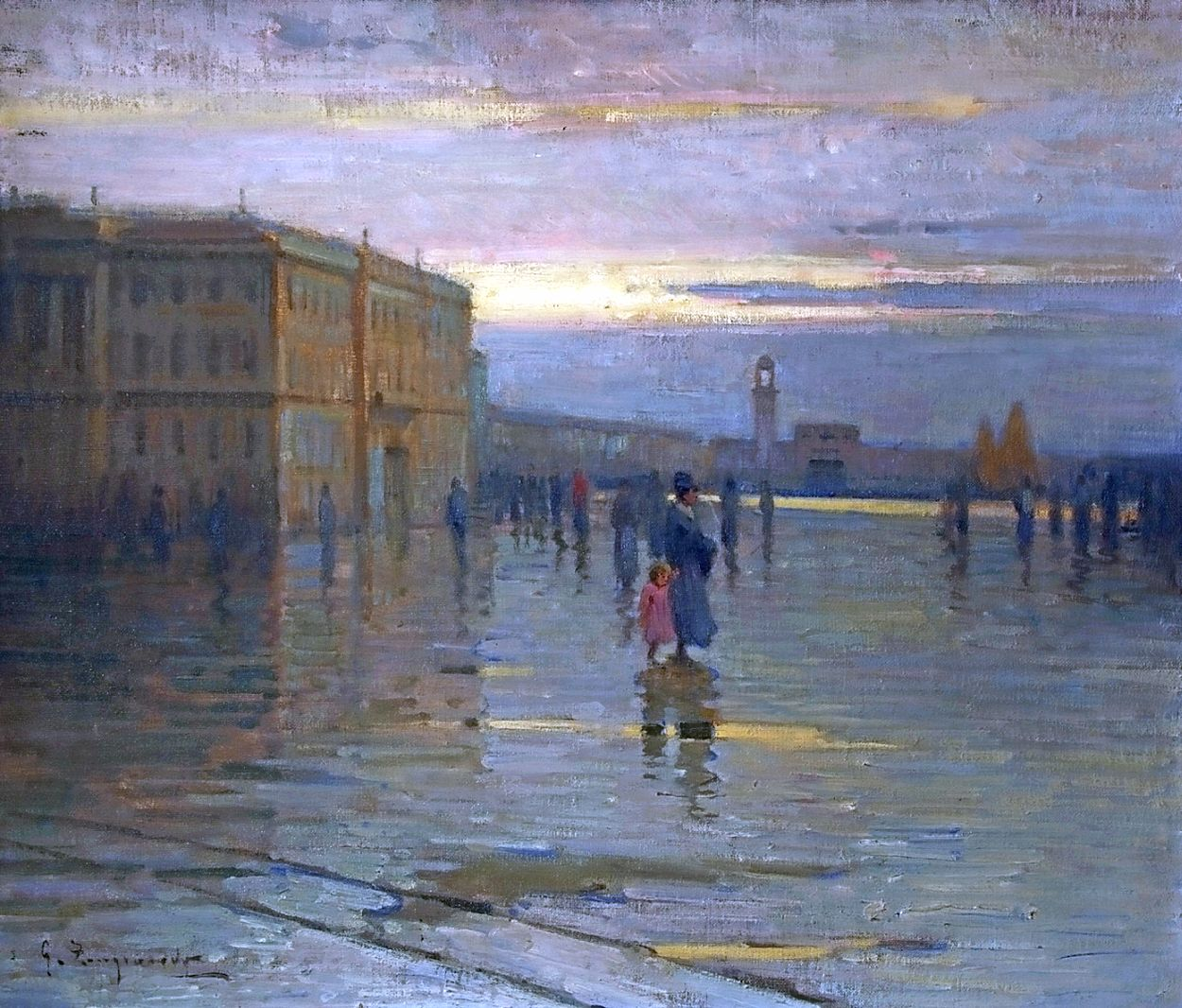
Giovanni Zangrando, Tržaško nabrežje pri ribarnici